# Погірці
Погі́рці — село в Україні, у Самбірському районі Львівської області. Кількість населення - 1292 осіб. Орган місцевого самоврядування — Рудківська міська рада. Погірці — село за 11 км на схід від Рудок. На південь від села протікає Дністер. За статистичними даними на теперішній час площа населеного пункту — 344 га., площа сільськогосподарських угідь – 2116 га., кількість вулиць – 11, протяжність вулиць – 3,5 км.

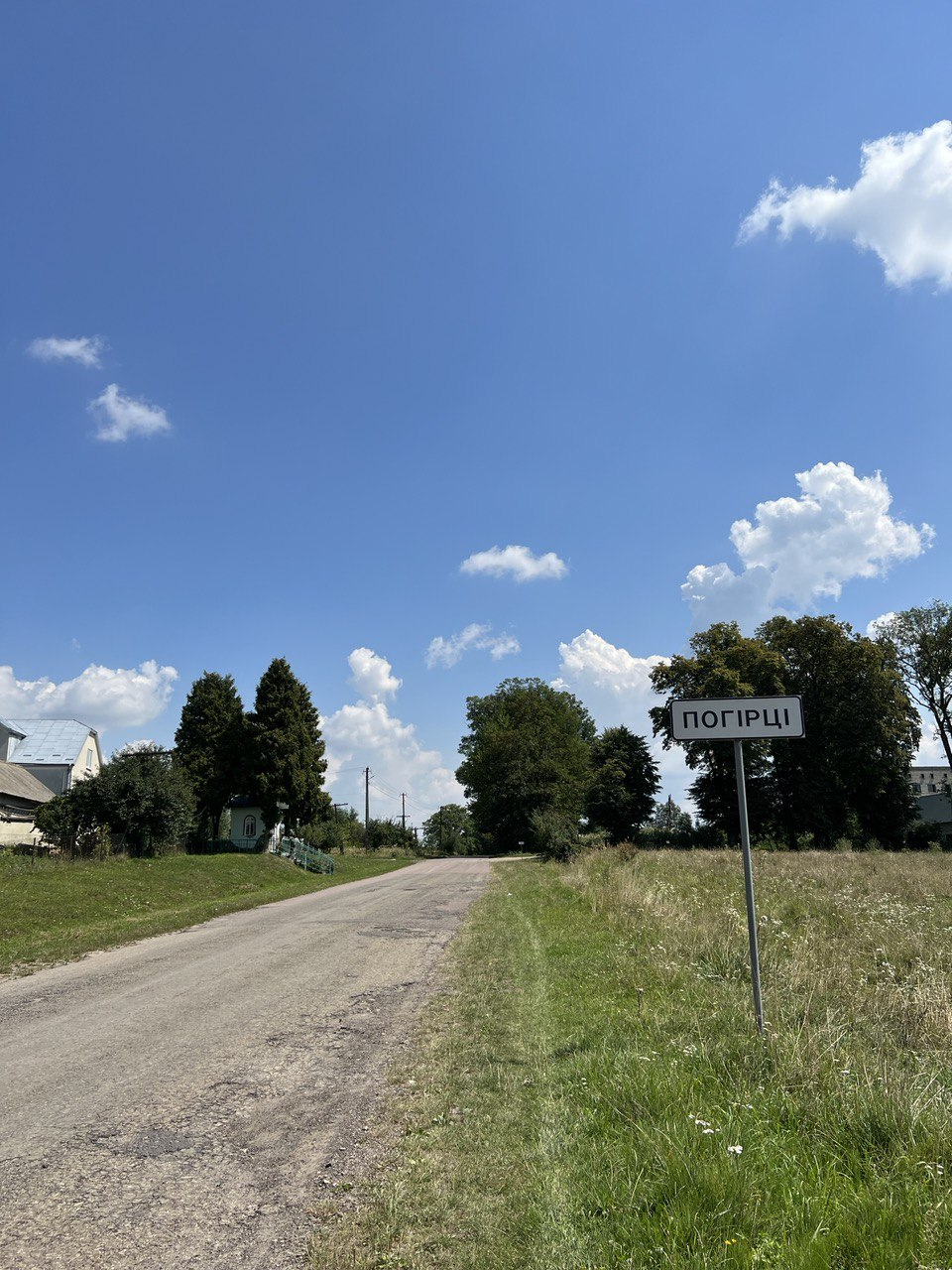
Табличка при в'їзд в село

## Етимологія
Про походження назви села Погірці існує декілька гіпотез:
- село розташоване на горбистій місцевості;
- у 1300-1500 роках на теренах села жила родина Погорецькі з гербу Сас;
- село носить таку назву, бо воно лежить вище від села Подільці (що розташоване по долині), а село Погірці - вище;

## Населення
Відповідно до перепису в 1939 році з джерела Кубійович В. Етнічні групи південнозахідної України (Галичини) на 1.1.1939 загально в Погірцях проживало 1990 осіб (1050 - українців, 20 - поляк, 890 - латинників, 30 - німці та інші національності).
| Рік  | Осіб |
| ---- | ---- |
| 1939 | 1990 |
| 1977 | 2113 |
| 2017 | 1634 |
| 2018 | 1424 |

### Мовний склад
Рідна мова населення за даними перепису 2023 року:
| Мова       | Чисельність, осіб | Доля     |
| ---------- | ----------------- | -------- |
| Українська | 1 289             | 99,84%   |
| Інші       | 3                 | 0,23%    |
| Разом      | 1 292             | 100,00 % |

## Геральдика
У 1357 р. Казимир Великий дарує Анджею Чапліку герб Кердея в селі Погірці (Pohorce). Одна гілка Кердеїв Погорецьких осіла в повіті Сохачевський. Вони були засвідчені дворянством у Царстві Польському в 1836-1861 роках.
Також родина Погорецькі з гербу Сас, складають одну родину з родиною Погорецьких гербу Чапліц (за статтею в Encyclopedia Szlachecka). Обидві родини мають походити від пряльки Анджея Чапліца, якому король Казимир Великий від 1357 р. надав привілей на частину сіл Погірці і Колбаєвичі (wsi Pohorce i Kołbajowice w ziemi lwowskiej, w pow. rudeckimi).
Звідси виправдане прізвисько Чапліц, яке використовували обидві родини. Фактичним родоначальником Погорецьких є Стечко Бжехович з Погорецько-Колбайовицьких, який востаннє фігурує в документі 1457 року, онук доньки Анджея Чапліци. Прізвище Погорецькі, яке було остаточно приховане, зустрічається вже в протоколі Львівського земельного суду з 1532 р. Первісним гербом обох гілок роду Погорецьких був герб Сас.

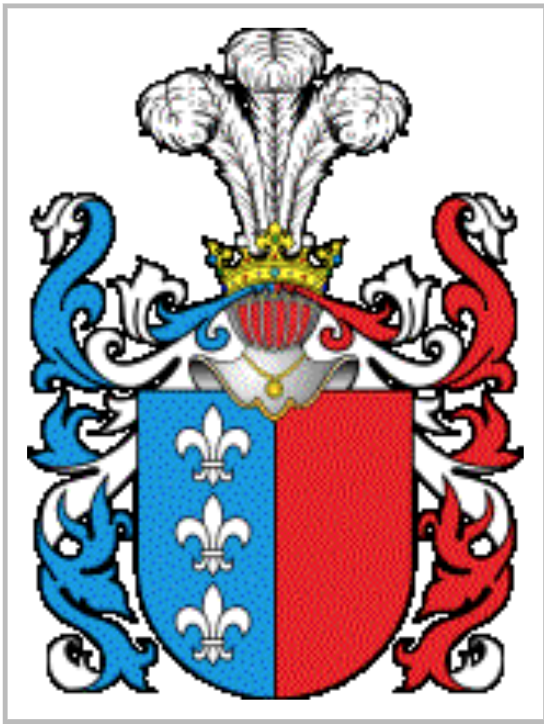
Герб Кардея
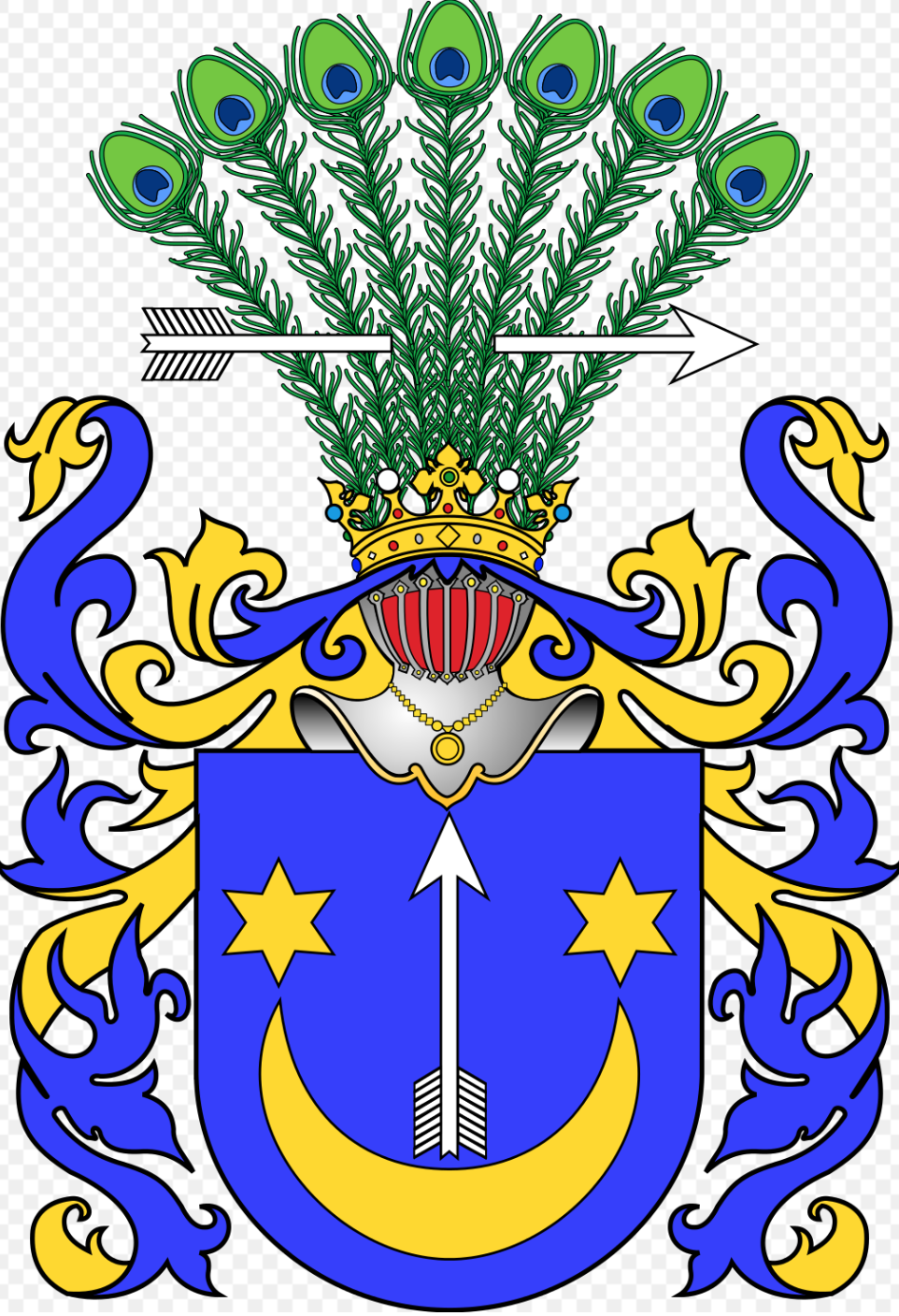
Герб Сас

Символіка Гербу Сас, який використовувала родина Погорецькі (Pohorecki, gn. Pohorce, przyd. Czaplic):
- Півмісяць — походить від сарацинів, від яких його перейняли хрестоносці (вживали як символ надії, слави). Є також символом віри, вірності, успіху, сімейного щастя. У магічних обрядах символізує таємницю або срібло.
- Зірка — зазвичай свідчить про прагнення до мети (згідно з засадою Per aspera ad astram). Є атрибутом волі, натхнення, амбітної мети. Шестикінечна зірка означає високі вчинки, надійного провідника. Герб Яна Сас Даниловича (1605). Гербовий картуш з Олеського замку
- Стріла — звичай її вживання також, можливо, походить з часів хрестових походів. Може означати когось, хто без вагання взяв участь у битві без огляду на те, якою буде її фінал, а також вміння бути напоготові, швидкість.
- Блакитний колір — символізує вірність, постійність, чуйність, патріотизм, побожність, довіру.

## Історія

### 1387—1772 (У складіКоролівства ПольськоготаРечі Посполитої)
Найдавніші дані про існування села відносяться до правління князя Лева Даниловича, який надав його у "дідиче і спадкове володіння" Іванкові Чапличу, підтверджене, згодом, королем Володиславом ІІ.
Перша датована письмова згадка (згадується в архівних документах) про Погірці відноситься до 1357 року. Через село у той час проходив «соляний» шлях з Дрогобича до Львова.
За подобовим реєстром 1552 р. Павло Коритко володів селами Конюшки, Погірці, Подільці, Сусолів, а також – частиною с. Тулиголови. У 1578 р. Павло був зафіксований як власник поселень Лівчиці, Тулиголови, Сулятів (ймовірно, Сусолів), Підгірці (Погірці), Конюшки. Також під заставою Коритка перебували Відники, Гринів і Шоломинь.
Також зберігся епос до великодушного та великодушного пана Д. Станіслава від лорда Коритка з Погорець, який повертався додому з Австрії до України після того, як вислухав товар, пропозицію пошани, авторство Йоанни Мальської у 1613 р.
Під час визвольної війни українського народу 1648-1654 років під проводом Богдана Хмельницького спалахнуло селянське повстання і в селі Погірці. Повсталі зруйнували панський маєток і приєдналися до козацьких загонів Богдана Хмельницького. Є історичні дані про те, що козацькі загони Богдана Хмельницького проходили через села Сусолів, Задністряни, Подільці. Жителі села Погірці, пам’ятаючи цю дату, поставили погруддя Богдану Хмельницькому, яке знаходилось по лівому боці дороги між лісом і Погірцівським агролісотехнічним ліцеєм.

Збереглися фото Церкви Воздвижения Чесного Хреста 1759 року. Найдавніші відомості походять з 1515 р. У 1703 р. парафія отримала привілей від дідича Андрія Речицького. Існуюча дерев’яна тризрубна церква хатнього типу, гребінь вищого даху нави якої увінчаний ліхтарем з маківкою, збудована у 1759 (1750) р. В ній зберігся бароковий іконостас XVIII ст. з намісними іконами XX ст. Зачинена у 1961 p., використовувалася як приміщення архіву. З 1989 р. – знову чинна церква. У 1993 р. громада УАП Церкви, яка нею користується, приступила до обмуровування пам’ятки, прагнучи мати мурований храм.

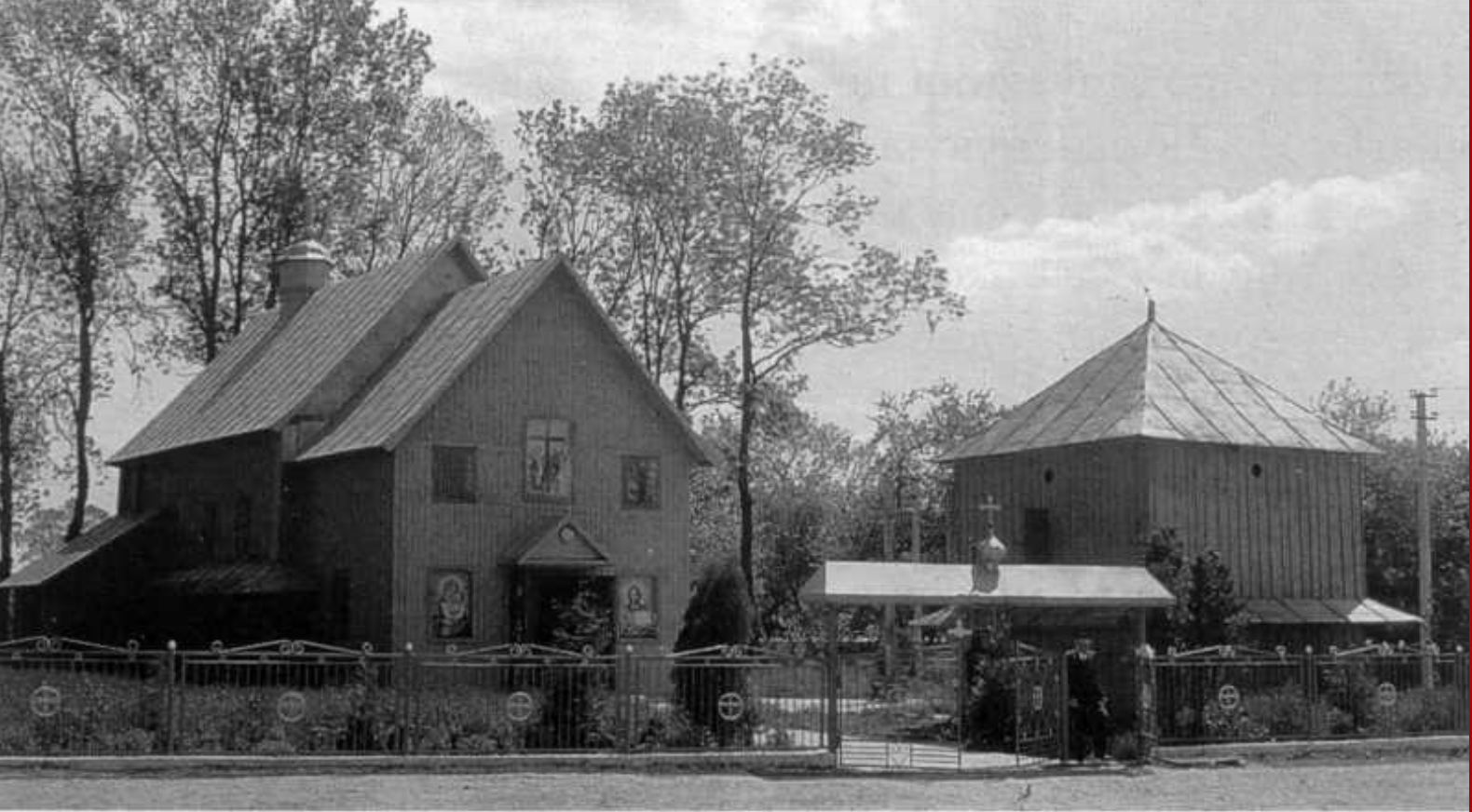
Церква Воздвиження Чесного Хреста 1759 рік

### 1772—1918 (У складіАвстро-Угорської імперії/Королівство Галичини та Володимирії)

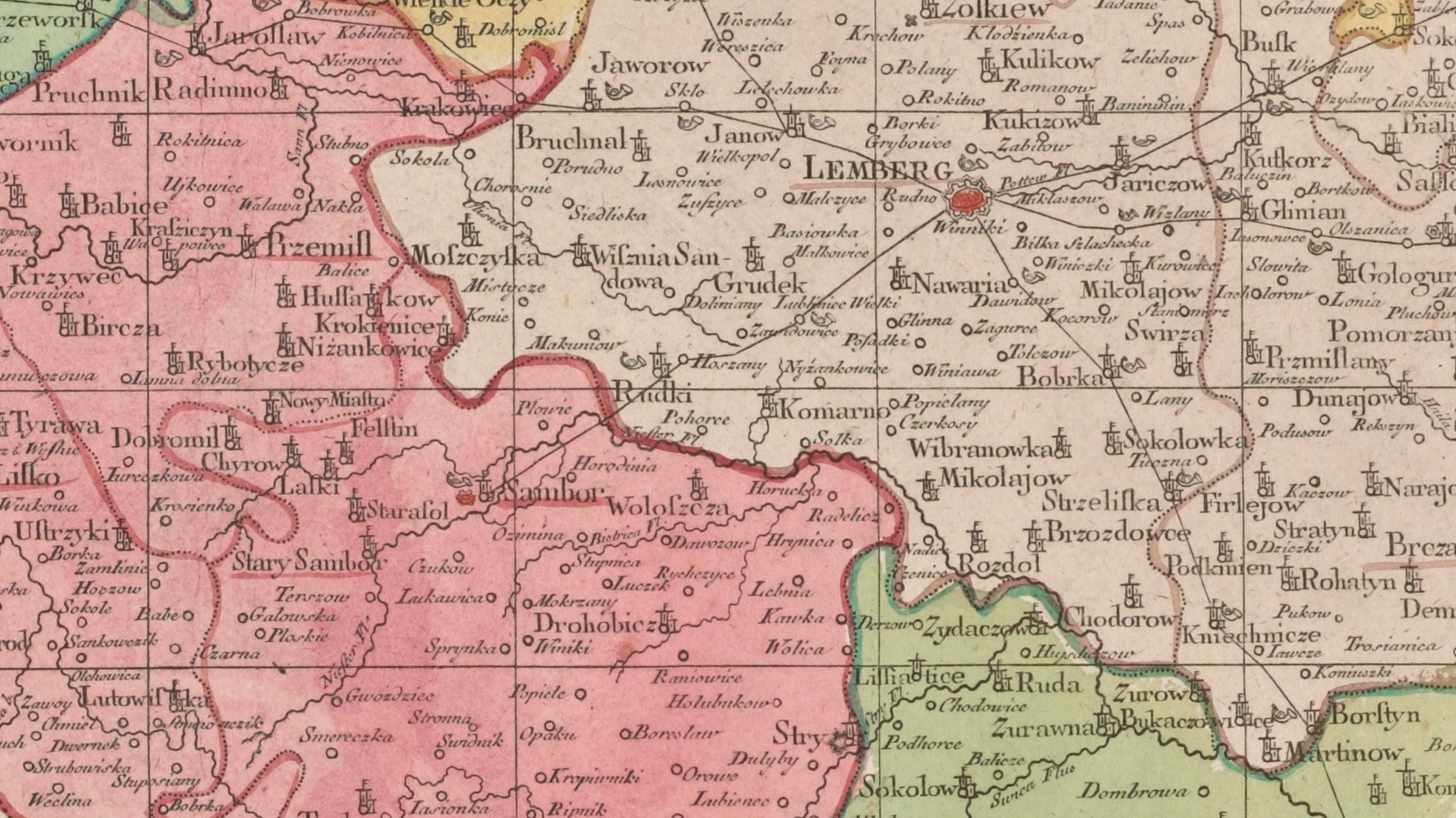
Адміністративний поділ Королівства Галичини та Володимирії у 1777—1782 роках
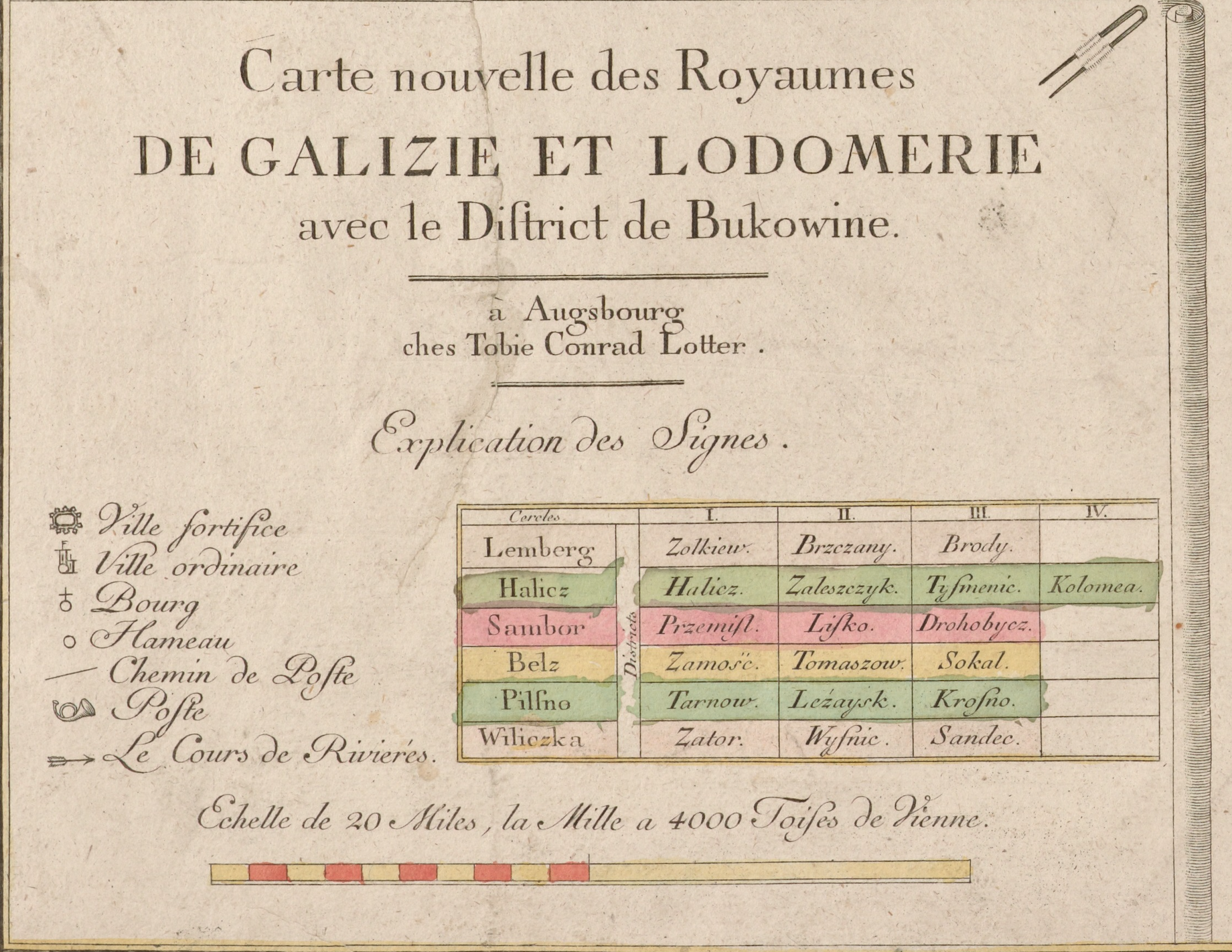
Адміністративний поділ Королівства Галичини та Володимирії у 1777—1782 роках
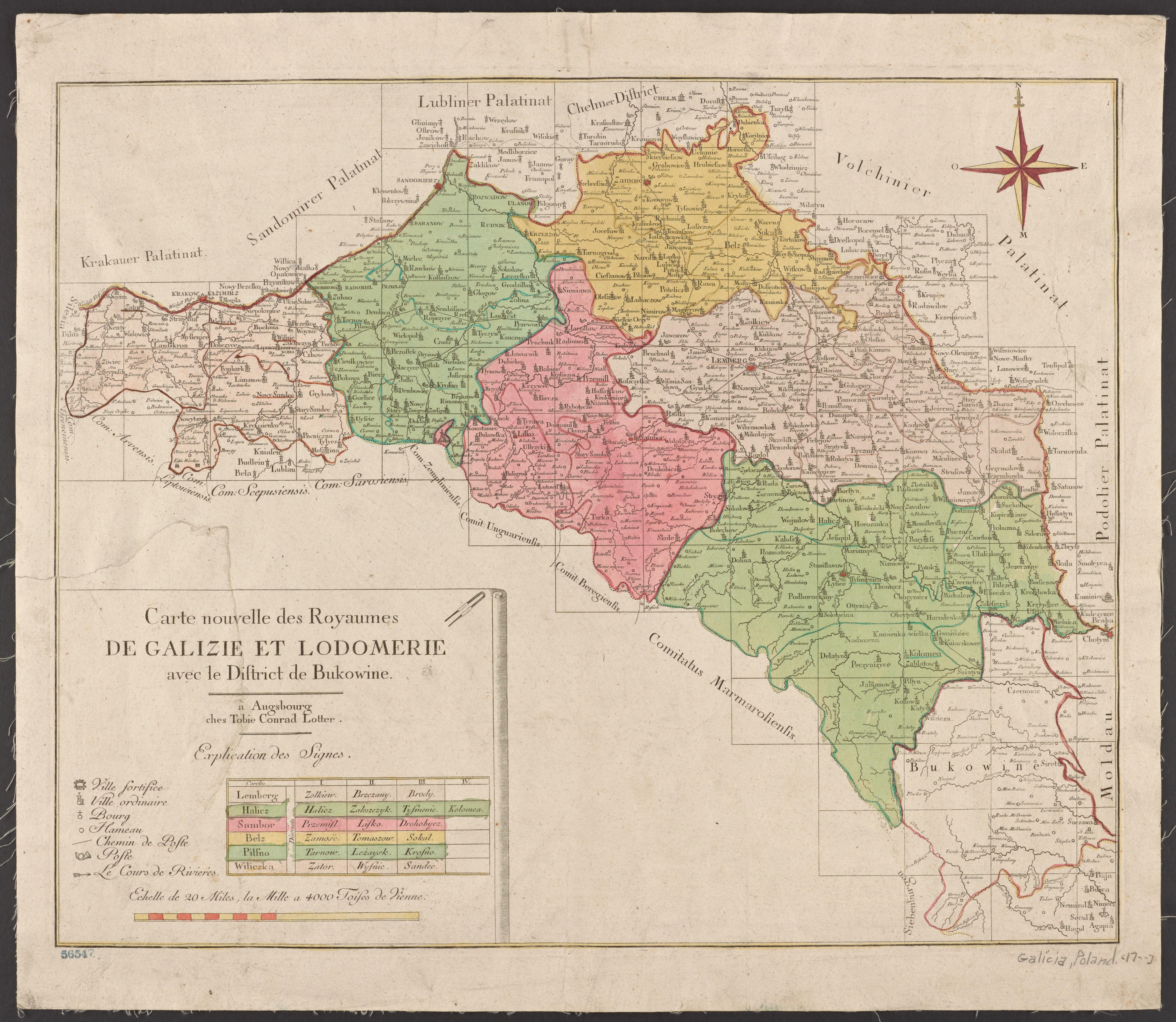
Адміністративний поділ Королівства Галичини та Володимирії у 1777—1782 роках

Власники населених пунктів Львівської землі за поборовими реєстрами 1552 і 1661 рр. та подимним реєстром 1711 р.:
- 1552 рік, 1661 рік -  Павло Коритко (станом на 1567 р. дідич сіл) ,
- 1711 рік — Речицький, речицький староста

На 1880 р. в повіті було: 39554 греко-католики, 13847 римо-католиків, 475 лютеран, 2 кальвіністів, 67 менонітів, 4911 юдеїв і 1 атеїст. У товариських стосунках користувались переважно українською мовою — 37058 осіб, польською — 19020, німецькою — 2737, іншими — 2.
Повіт утворений у 1854 році з 37 самоврядних громад-гмін (Бенькова Вішня, Бложев Дольна (Блажів), Ваньковіце (Ваньковичі), Вощаньце (Вощанці), Вістовіце (Вістовичі), Гошани, Дубаньовіце (Дубаневичі), Долобув (Долобів), Заґуже (Загір'я), Конюшкі Сємяновскє (Конюшки-Семенівські), Канафости, Кнігиніце (Княгиничі), Колбайовіце (Колбаєвичі), Коропуж, Косьцєльнікі (Костильники), Кропєльнікі (Кропильники), Купновіце Нове (Купновичі), Купновіце Старе (Купновичі), Ляшкі Завьонзане (Зав'язанці), Міхалєвіце (Михайлевичі), Новосюлкі Ґосцінне (Новосілки-Гостинні), Ніговіце (Ніговичі), Острув (Острів), Подгайчикі, Романувка (Романівка), Роздзяловіце (Роздільне), Рудки, Угерце Вєняскє, Хлопчице (Хлопчиці), Чайковіце (Чайковичі), Черніхув (Чернихів), Чішевіце (Чижевичі), Шептице (Шептичі)) і 25 фільварків, поділявся на 35 кадастральних гмін.
Після адміністративної реформи 1867 року були скасовані округи, і до Рудківського повіту приєднаний Комарницький повіт, який складався з 38 самоврядних громад-гмін (Андрианув (Андріянів), Бжезєц (Березець), Бурче (Бірче), Бучали, Вербіж, Гонятиче (Гонятичі), Горбаче (Горбачі), Горжанна Мала (Мала Горожанна), Горжанна Вєлька (Велика Горожанна), Румно (Грімне), Голодувка, Кагуюв (Кагуїв), Катариніце (Катериничі), Колодруби, Комарно, Конюшкі Крулєвскє (Конюшки-Королівські), Конюшкі Туліґловскє (Конюшки-Тулиголівські), Ловчице (Лівчиці), Малінув (Малинів), Манастежец (Монастирець), Мости, Нова Вєсь (Нове Село), Новосюлкі Опарскє (Новосілки-Опарські), Подзвєжинєц (Підзвіринець), Поверхув (Повергів), Подольце (Подільці), Погорце (Погірці), Пожече (Поріччя), Сусулув (Сусолів), Туліґлови (Тулиголови), Ричихув (Ричагів), Татаринув (Татаринів), Тершакув (Тершаків), Хлопи, Черкаси, Чуловіце (Чуловичі), Якімчице (Якімчиці) і 28 фільварків, поділявся на 35 кадастральних гмін; Комарницький повіт зберігся в структурі судової адміністрації.

У 1887 рокі є згадка про село "Pohorce" в польському словнику "Słownik geograficzny Królestwa Polskiego i innych krajów słowiańskich, Tom VIII".

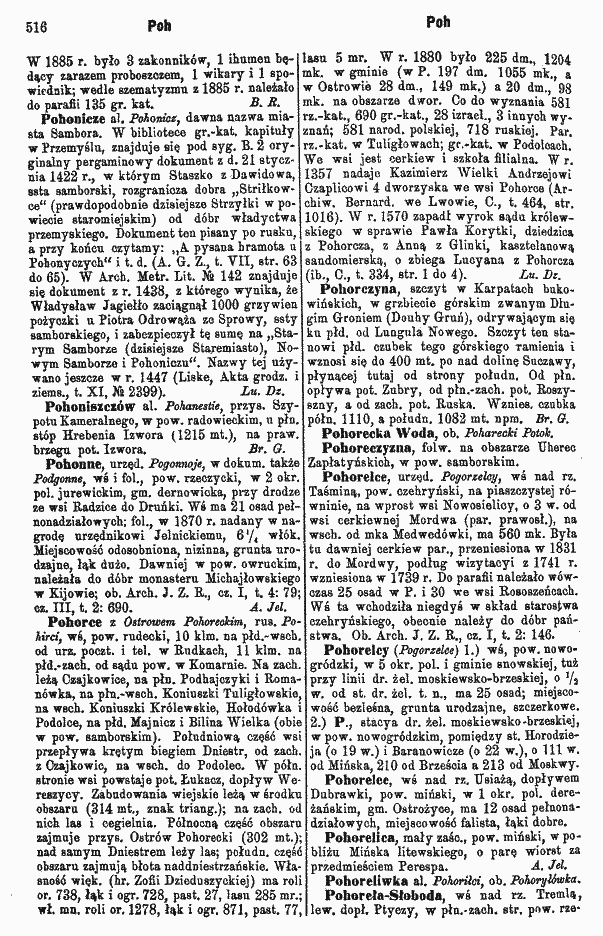
Згадка про село у польських виданнях 1887 року

З відкритих джеред власності земель (Baza właścicieli i dóbr ziemskich) є записи про власність села Погірці.
| Рік                | Назва поселення                    | Власник землі                                                             |
| ------------------ | ---------------------------------- | ------------------------------------------------------------------------- |
| 1387               | Pohorce                            | Іван Чаплич-Шпановський                                                   |
| 1552 рік, 1661 рік | Pohorce, cyr. samborski            | Paweł Korytko                                                             |
| 1838               | Pohorce, cyr. samborski            | Paweł Netrebski (dziedzic)                                                |
| 1843               | Pohorce, cyr. samborski            | Fabian Morawski (dziedzic)                                                |
| 1864               | Pohorce, cyr. samborski            | Konstanty Morawski (dziedzic)                                             |
| 1855               | Pohorce, obw. Sambor               | Konstanty Morawski ( z Ostrowem, własność tabularna - i Malwina Morawscy) |
| 1867               | Pohorce, obw. samborski            | Konstanty Morawski (nad. Mikołaj Karawacki, za: Gazeta Lwowska 6.1.1867)  |
| 1902               | Pohorce, pocz. Pohorce, pow. Rudki | Zofia hr. Dzieduszycka (właściciel tabularny)                             |
| 1904               | Pohorce, wieś, star. Rudki         | Zofia Dzieduszycka (własność: Zofia hr. Dzieduszycka)                     |

У Сілезькому музеї у Катовицях знаходиться портрет Зофії Дідушицької, придбаний в Будинку Мистецтв у Варшаві в 1939 році.

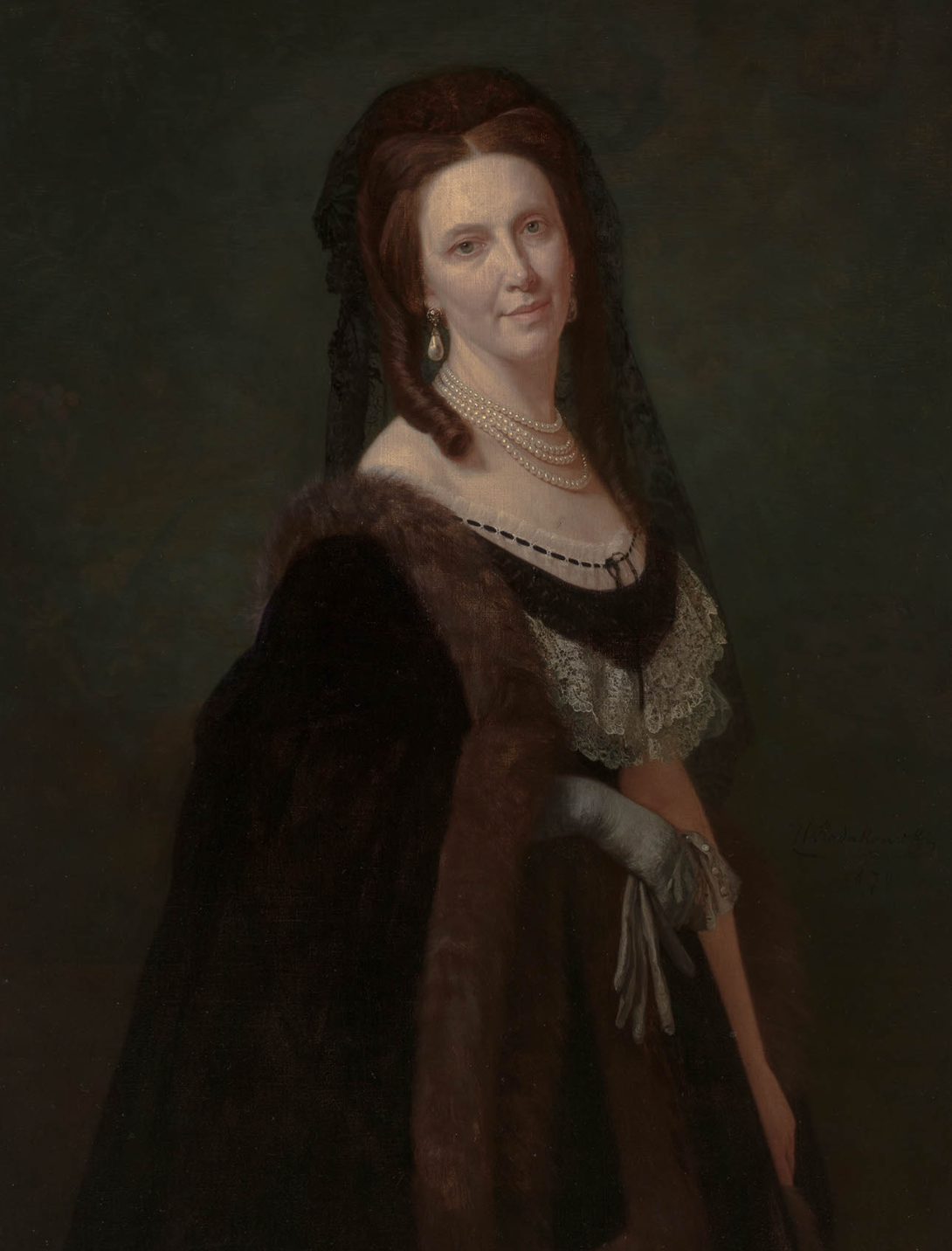
Портрет Зофії Дідушицької

З архівних матеріалів дізнаємося, що з 1900 року у Погірцях діяла читальня «Просвіти», її члени сплачували внески у сумі 2 корони. Активісти «Просвіти» чинили спротив ополяченню населення, підтримували в людях національну самосвідомість.
У серпні — грудні 1906 року в Конюшках-Королівських відбувся страйк сільськогосподарських робітників фільварку за підвищення заробітної плати. Австрійський уряд нещадно придушив виступ.

### 1921—1939 (У складіПольської республіки)
1 липня 1926 р. з сільської гміни (громади) Погірці Рудківського повіту вилучено присілок Острів Погорецький і утворено самостійну сільську гміну Острів Новий. 1 серпня 1934 р. внаслідок адміністративної реформи 10 сільських громад були включені до об’єднаної сільської гміни Погірці. У 20-х роках 20 століття в Погірцях, Конюшках-Королівських і Конюшках-Тулиголовських були створені осередки КПЗУ, які мали значний вплив на організації «Сельроб» і «Просвіту».
У 1926 році Погірцівські початкові та середні школи брали участь у польській державній програмі, змодельованій за давнім польським звичаєм, згідно якого школярі дарували своїм вчителям ksiągę pamiątkową (альбом або книга на пам’ять) зі сторінками, що містили підписи учнів, а часто вірш чи інше вираження їхньої любові (Polish Declarations of Admiration and Friendship for the United States: Grammar and elementary schools; Rudki-Rzeszów; Volume 71).

Але цього разу звичай було поширено і перенесено на інший рівень, щоб залучити всю країну, і він отримав надзвичайний об’єкт: надіслати «емблему доброї волі» та повідомлення про «захват та дружбу» до США з нагоди 150-річчя їх незалежності. В пам'ятці можна прочитати такі імена як: Гук Марія, Васьків Катерина, Медик Броніслава, Мазур Анна, Огродник Ян, Яніцка Марія, Гамкало Текля, Задорожний Дмитро, Міськів Анна.

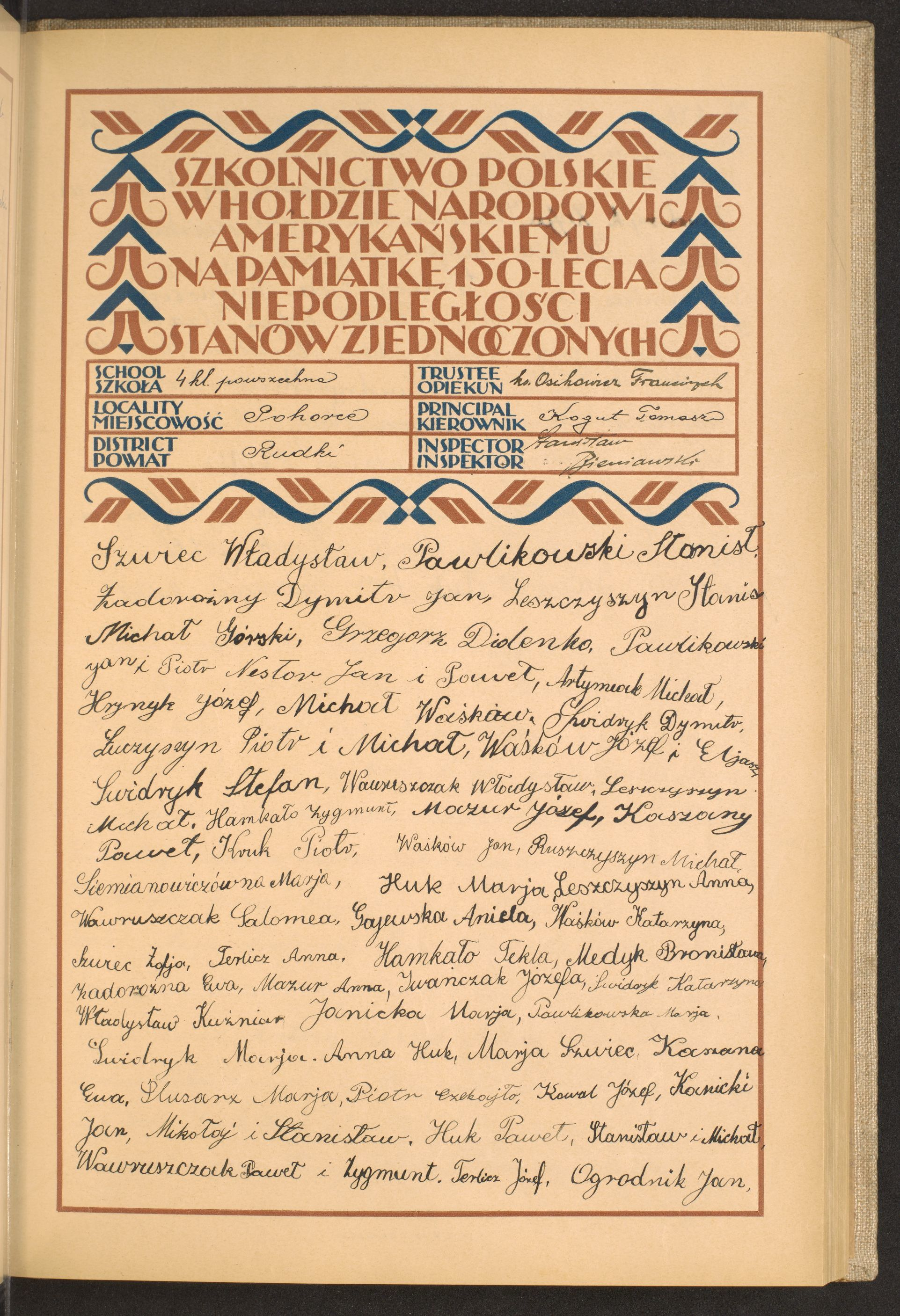
Польські декларації про дружбу з США 1926 року в селі Погірці
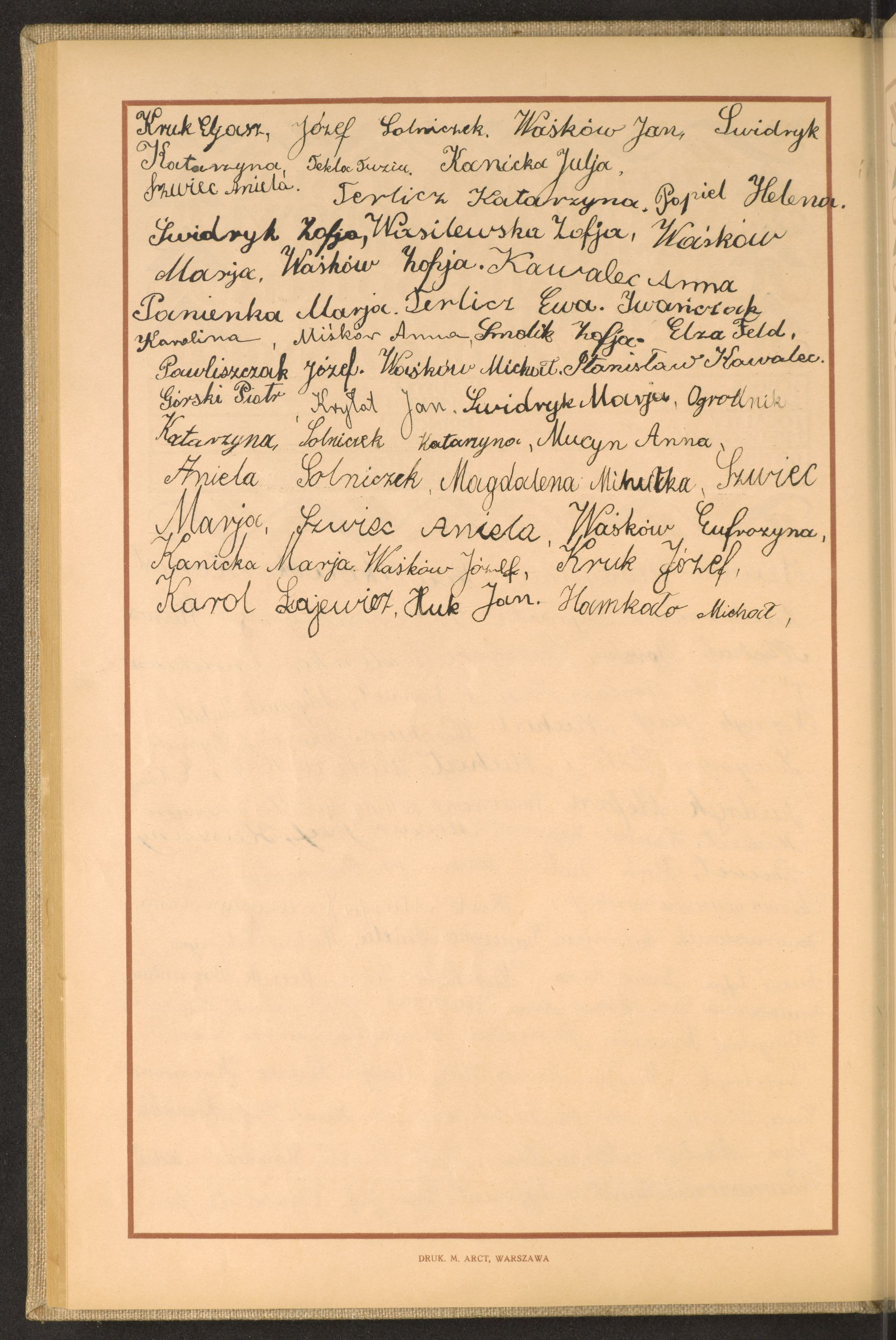
Польські декларації про дружбу з США 1926 року в селі Погірці

1 серпня 1934 р. здійснено новий поділ на сільські гміни внаслідок об'єднання дотогочасних (збережених від Австро-Угорщини) ґмін, які позначали громаду села. Новоутворені ґміни відповідали волості — об'єднували громади кількох сіл і в дуже рідкісних випадках обмежувались єдиним дуже великим селом.
1 серпня 1934 р. було створено ґміну Погорце в Рудківському повіті. До неї увійшли сільські громади: Голодувка, Колбайовіце (Колбаєвичі), Конюшкі Крулєвскє (Конюшки-Королівські), Конюшкі Туліґловскє (Конюшки-Тулиголівські), Малінув (Малинів), Острув Нови (Новий Острів), Подольце (Подільці), Погорце (Погірці), Сусулув (Сусолів), Чайковіце (Чайковичі).
У 1934 р. територія ґміни становила 126,37 км². Населення ґміни станом на 1931 рік становило 15 946 осіб. Налічувалось 3 198 житлових будинків. Відповідно до Пакту Молотова — Ріббентропа 28 вересня територія ґміни була зайнята СРСР. Ґміна ліквідована 17 січня 1940 р. у зв'язку з утворенням Комарнівського району.
Під керівництвом комуністів у 1936 році в цих 3-х селах застрайкували селяни на фільварку поміщика Баля. Страйк переріс у збройну сутичку з поліцією, під час якої було вбито 7 і тяжко поранено 5 селян, 80 чоловік потрапило до в'язниці. Заворушення продовжувались і в наступному році. В донесеннях поліції говорилося, що у с. Новому Острові розповсюджувалися комуністичні листівки із закликом взяти участь у загальноселянському страйку.
Відповідно до перепису в 1939 році з джерела Кубійович В. Етнічні групи південнозахідної України (Галичини) на 1.1.1939 загально в Погірцях проживало 1990 осіб (1050 - українців, 20 - поляк, 890 - латинників, 30 - німці та інші національності).

#### 1938 року стаття з газети "Głos Gospodyń Wiejskich"  про  збір погірчан в школі.

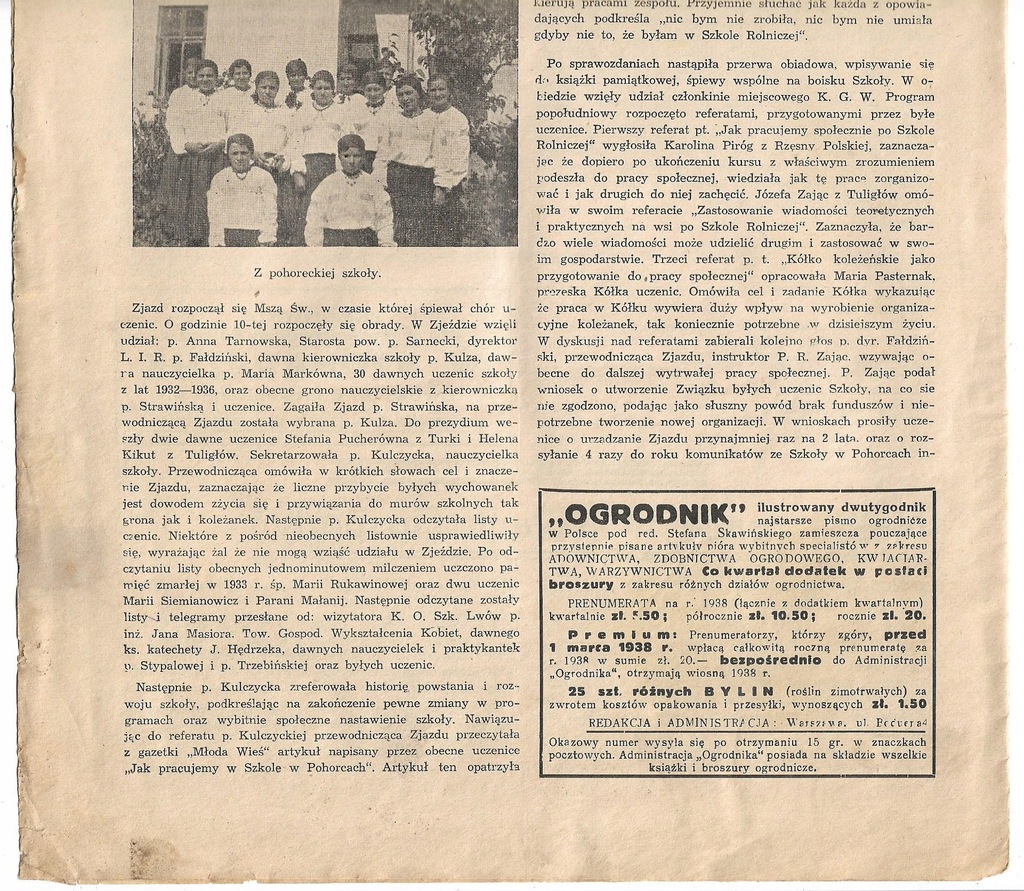
"Głos Gospodyń Wiejskich" 1
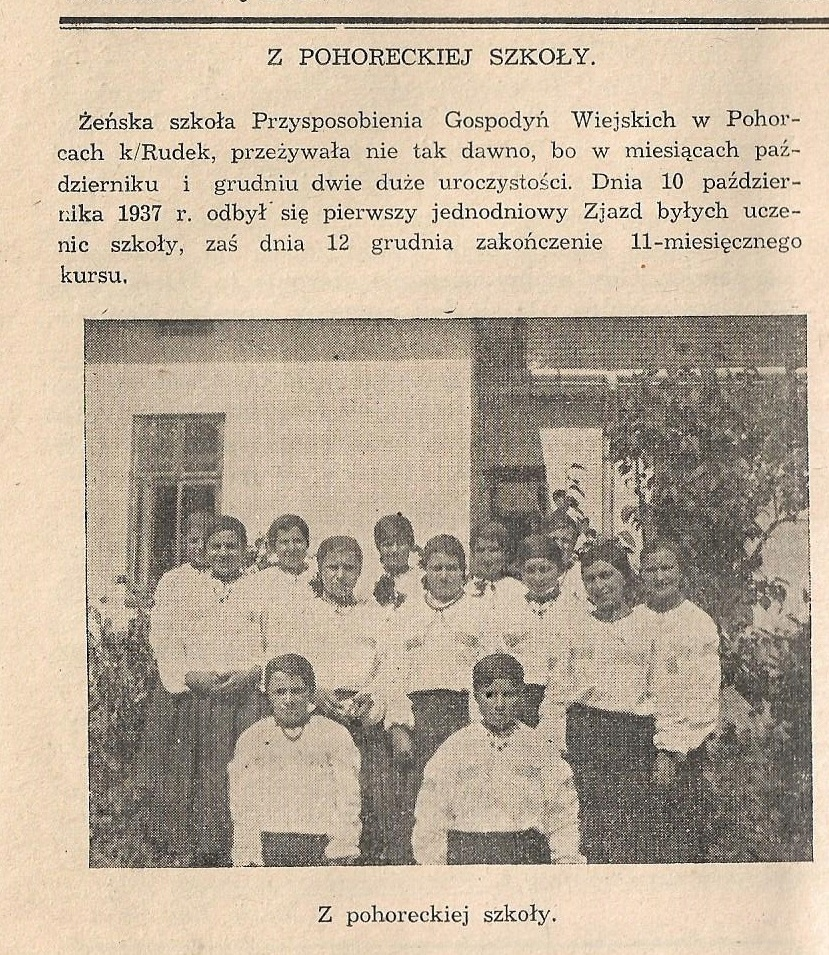
"Głos Gospodyń Wiejskich" 2
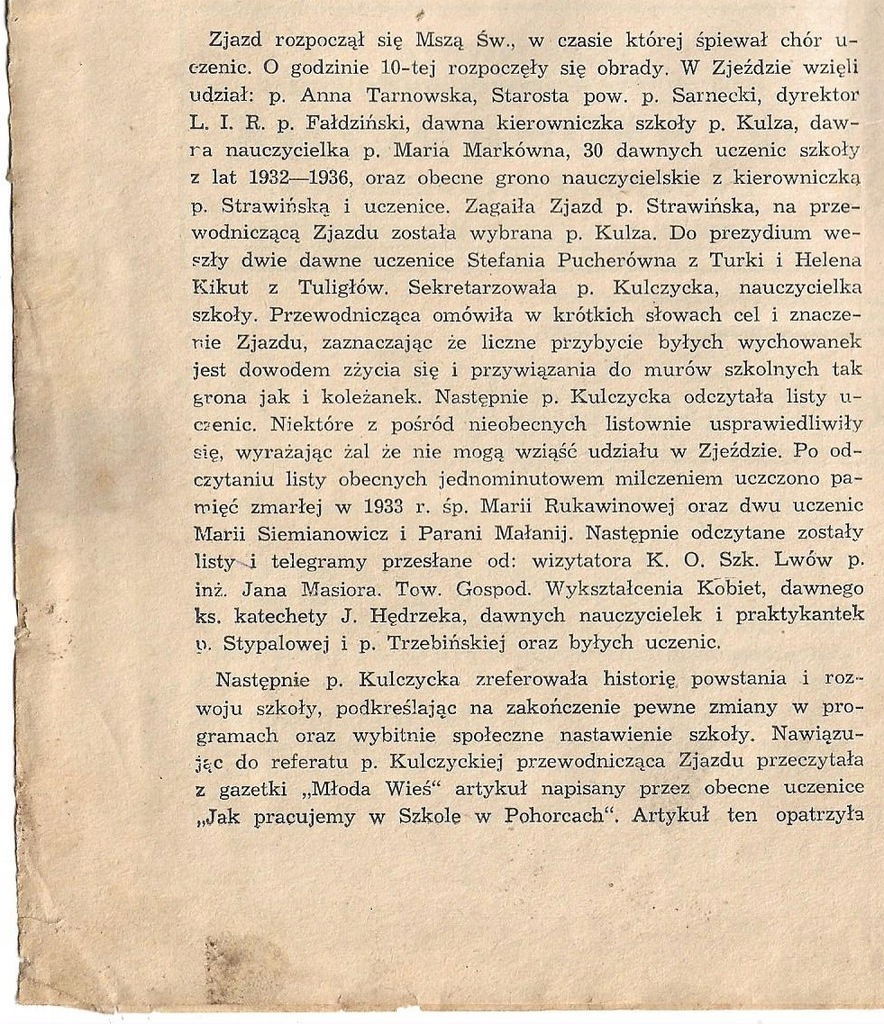
"Głos Gospodyń Wiejskich" 3
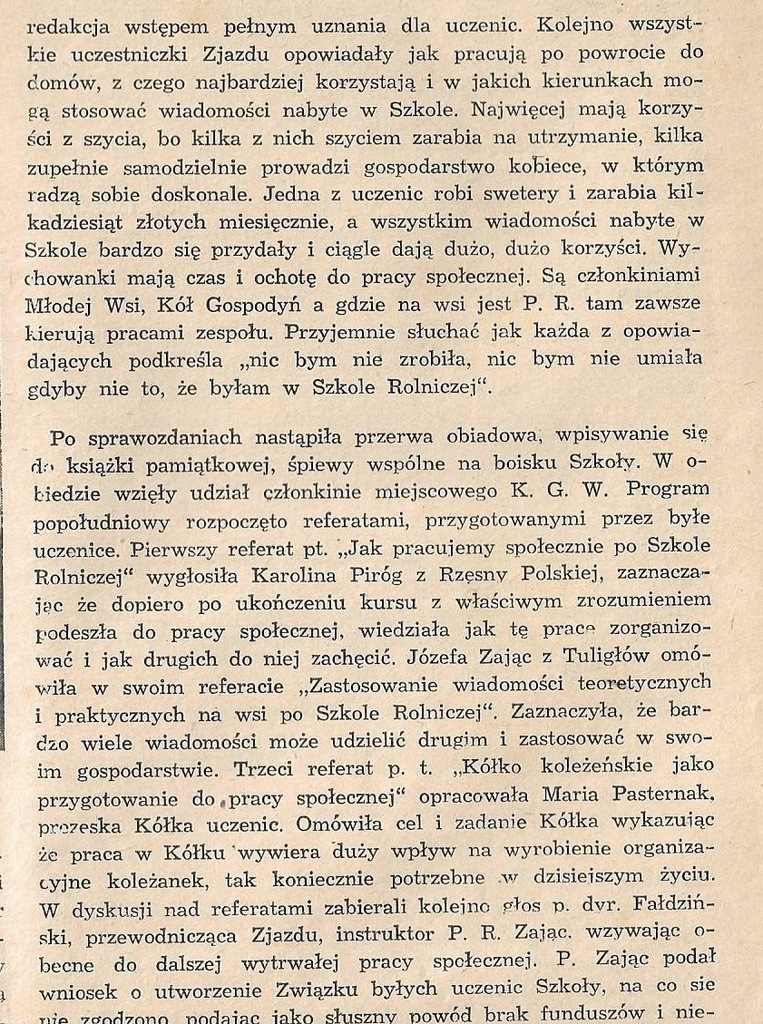
"Głos Gospodyń Wiejskich" 4

#### Графиня Анна Тернявсъка (Дідушицька), Будівництво костелу
На території Погірцівського агролісотехнічного ліцею знаходився фільварок графині Тернявсъкої, яка жила тут до 1939 р. Графиня була вольовою, розумною жінкою. Разом з чоловіком Граб’є вона вела велике господарство, їм належало багато сотень гектарів землі, лісу, сінокосів. Було багато худоби, свиней. В маєтку працювали в основному жителі села Погірці, які наймалися на роботу. Управителем маєтку був Киржик Іван. Він ще був садівником. Вже о сьомій годині дня люди чекали під брамою, щоб найнятись на роботу. Але не всіх приймали на роботу, бо охочих працювати було дуже багато. Постійні працівники називались форналями. Їм платили квартальне: 12м зерна, 50 арів сінокосу, 20ц. картоплі. Інші робітники одержували зарплату щосуботи. За день працівник заробляв 70 грош. Крім зарплати селяни одержували зерно, сіно, дрова.

Лісове господарство вів лісник Міськів Стах. За річкою Дністер графиня поставила йому хату, стайню, криницю. Графиня Дідушицька жила у великому будинку, який мав 2 входи. В будинку було дуже багато кімнат. Біля її будинку ріс чудовий сад, де росли яблуні, груші, кущі смородини, малини. За будинком був великий парк, де росло багато дерев: дуби, тополі, ясени, липи. Росли i рідкісні дерева: тюльпанове, коркове, магнолія, канадський горіх. Все господарство було дбайливо доглянуте. Всюди панував порядок, було чисто i красиво. Графиня дуже любила вирощувати різноманітні квіти. Ще любила графиня відпочивати в парку, в саду. До неї часто приїжджало панство. Пани відпочивали біля ставів, в парку. Графиня проживала з сином Стахом i дочкою Уршулею. Дочка якось пішла на річку. Сиділа вона на березі, i якимось чином впала в річку, i втопилась. Похована Уршуля в с.Погірці в капличці на цвинтарі. З 1937р. графиня почала продавати землі. Частину грошей дала на будівництво костелу в с.Погірці. До приходу Червоної Армії графиня виїхала в Польщу.
Жила в нашому селі грабіна Анна Тарновська. Не сама, із донькою Уршульою. А граф із сином мешкав у Рублевичах. Її  маєток люди називали палацом. Там був великий будинок із терасою. Три стави із човнами. Навколо них — ліхтарі. Усюди були квіти. Часто влаштовувала пишні прийоми. Запрошувала оркестр. Грабіна була дуже добра жінка. Допомагала бідним. У неї заробляли багато людей із села. Ми з дівчатами після школи, пополудню ходили доглядати квіти. Платила до 50 грошів. Хліб коштував 10, булочки — від двох до п’яти грошів. У жнива 4 манделі відходило грабіні, а вже п’ятий люди могли забирати собі. Мандель складався з 15 снопів жита або пшениці, накритими зверху ще одним снопом. Косарям платила по 2 злотих на день. Фурналям, які робили в неї постійно, крім грошей, давала на рік 10 квадратних метрів пшениці, пай і дозволяла пасти корову на її пасовиську. (Спогади Стефанії Задорожньої (Лоєвич) 1924 р.н.)
Католики латинського обряду Погірців належали до парафії св. Дороти у Тулиголовах. Відомо, що, принаймні, у 1583-1603 роках тут вже була каплиця (швидше за все, дерев'яна). Наступну філіальну і вже муровану невелику каплицю у Погірцях збудували та освятили 1896 року. А в 1905-1906 роках у селі постала парафіяльна експозитура. І вже тоді ця каплиця вважалась надто малою для місцевих вірян.
Принаймні, з 30-х років утворену 1926 року самостійну парафію в Погірцях, до якої увійшли також Новий Острів та Чайковичі із філіальними каплицями, обслуговував настоятель о. Франциск Осікович, маючи під душпастирською опікою понад 1300 вірних. І завдяки його зусиллям поряд із каплицею, яку потім розібрали, за виготовленим у 1931-1932 роках проектом львівського архітектора Лаврентія Дайчака у 1935-1937 роках коштом парафіян та місцевої власниці Тернявської у Погірцях спорудили, в основному, сучасний мурований костел. Його освячення відбулось того ж 1937 року, але храм так і не встигли до війни достатньо оснастити, зокрема, не було навіть вівтаря.
Після ІІ світової війни о. Осікович разом із частиною костельного майна виїхав до Польщі. Зачинений костел радянська влада використовувала в якості кінозалу та технічної майстерні. У 1989-1992 роках вірянам спочатку повернули верхню частину колишньої святині, а потім - решту. Костел частково відреставрували.

На кладовищі збереглась цвинтарна каплиця-усипальниця (ймовірно, Тернявських), в якій, зокрема, було поховано трагічно померлу дочку власників маєтку.

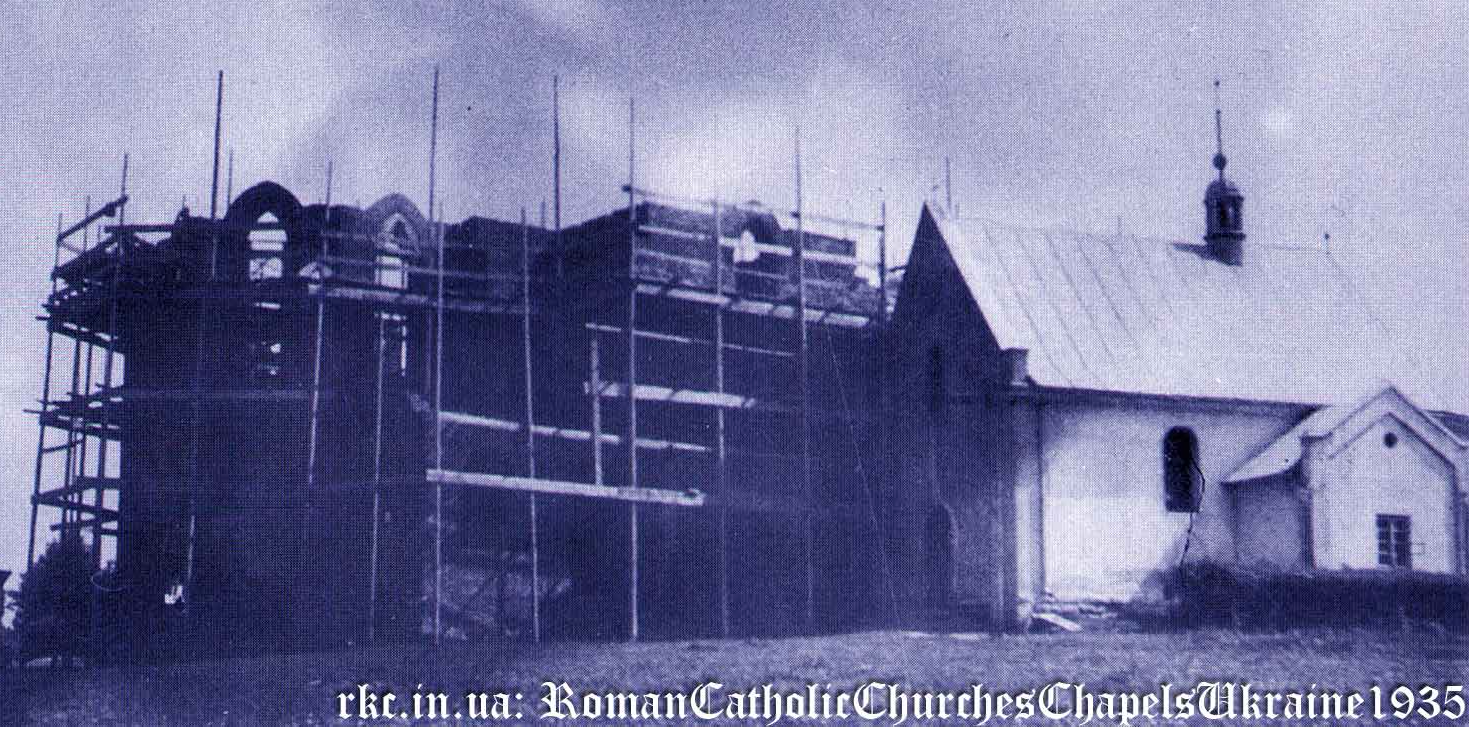
Костел в селі Погірці 1935 рік
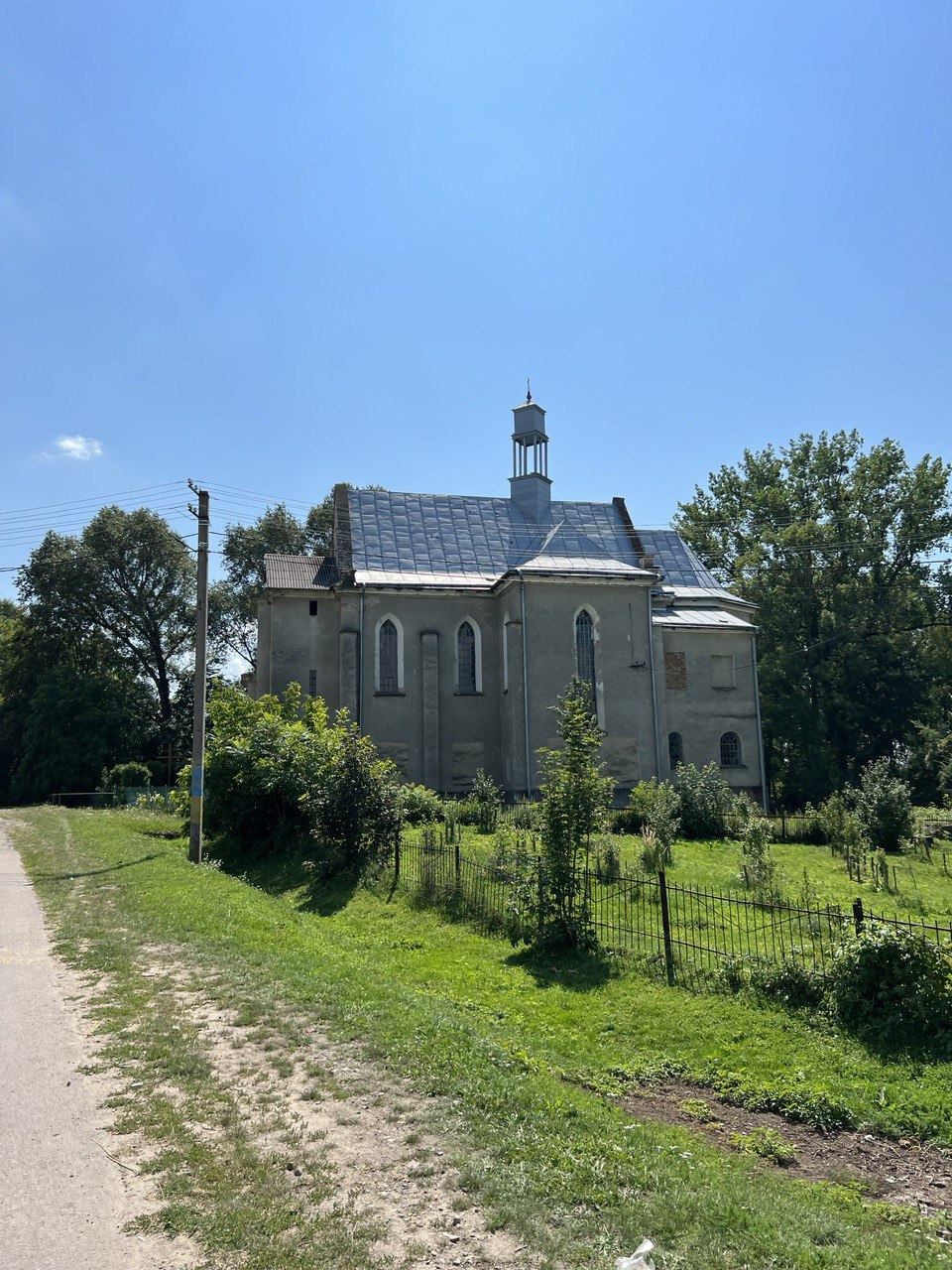
Костел в селі Погірці 2022 рік

### Друга Світова Війна(1939—1945)

#### 1939—1941 (Радянська окупація)
Село Погірці було дуже сполячене.  Для того щоб поставити українську виставу,  співати українських пісень, треба було мати дозвіл з району від старости. Молодь села часто ставила вистави: “Сватання на Гончарівці”,  “Наталка Полтавка”,  “Бабський бунт”,  “Не поможе бабі кадило,  коли бабі сказило”,  “Циганська любов”.
Зі спогадів Ганни Гук: "Літом 1939 року в селі відбувався фестиваль. До фестивалю молодь заздалегідь готувалася. Я перебувала на курсах у м. Комарно, де навчалася робити різні вправи зі стрічками,  розучувала українські пісні. Повернувшись додому,  я свої знання передавала дівчатам. Керівником фестивалю був отець Балаш, який приїхав зі Львова готувати це свято.  З села Сусолів,  був запрошений оркестр. На фестиваль прибули жителі навколишніх сіл. Грала музика, звучали пісні,  молодь грала в різні забави: в борошно клали гроші,  учасникам гри закривали очі і вони мали ротом дістати гроші з борошна; на пліт вішали горщики, учасник гри мав з закритими очима перебити найбільше горщиків; на високий стовп вішали кільце ковбаси, учасник гри мав дістати його. На фестивалі було весело, бо лунало українське слово, своя пісня."

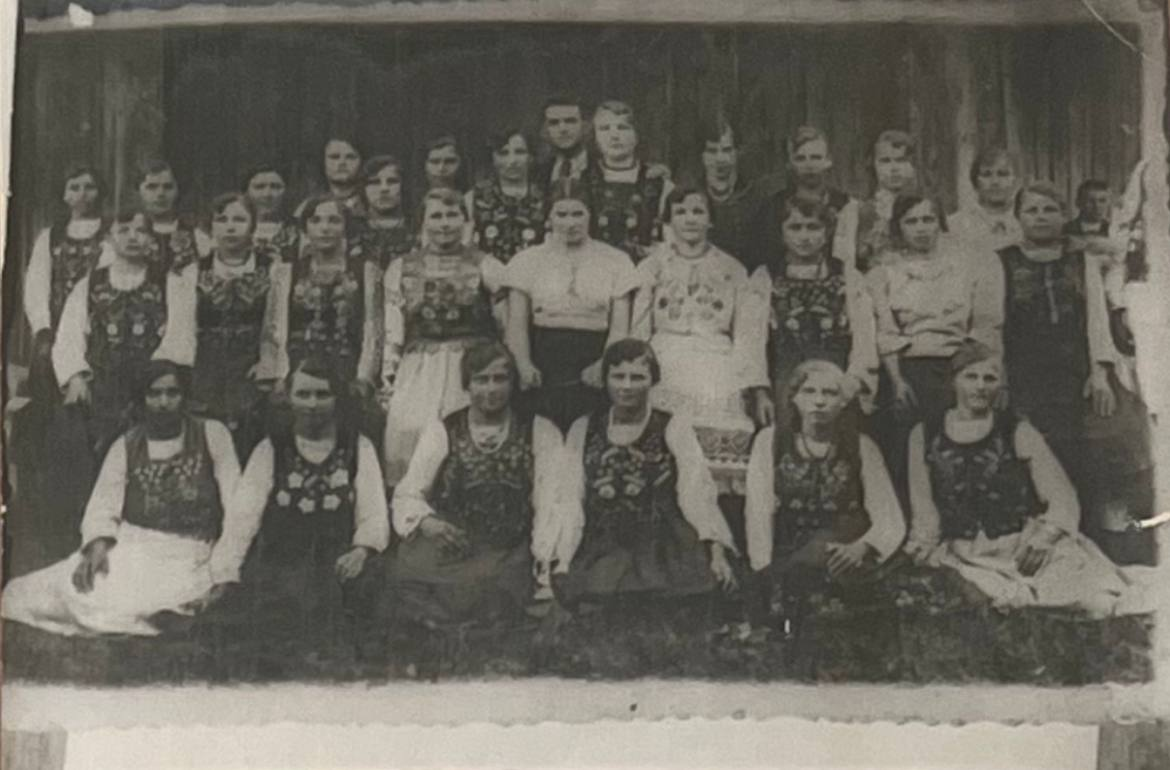
Учасники культурно-просвітницького фестивалю в селі Погірці

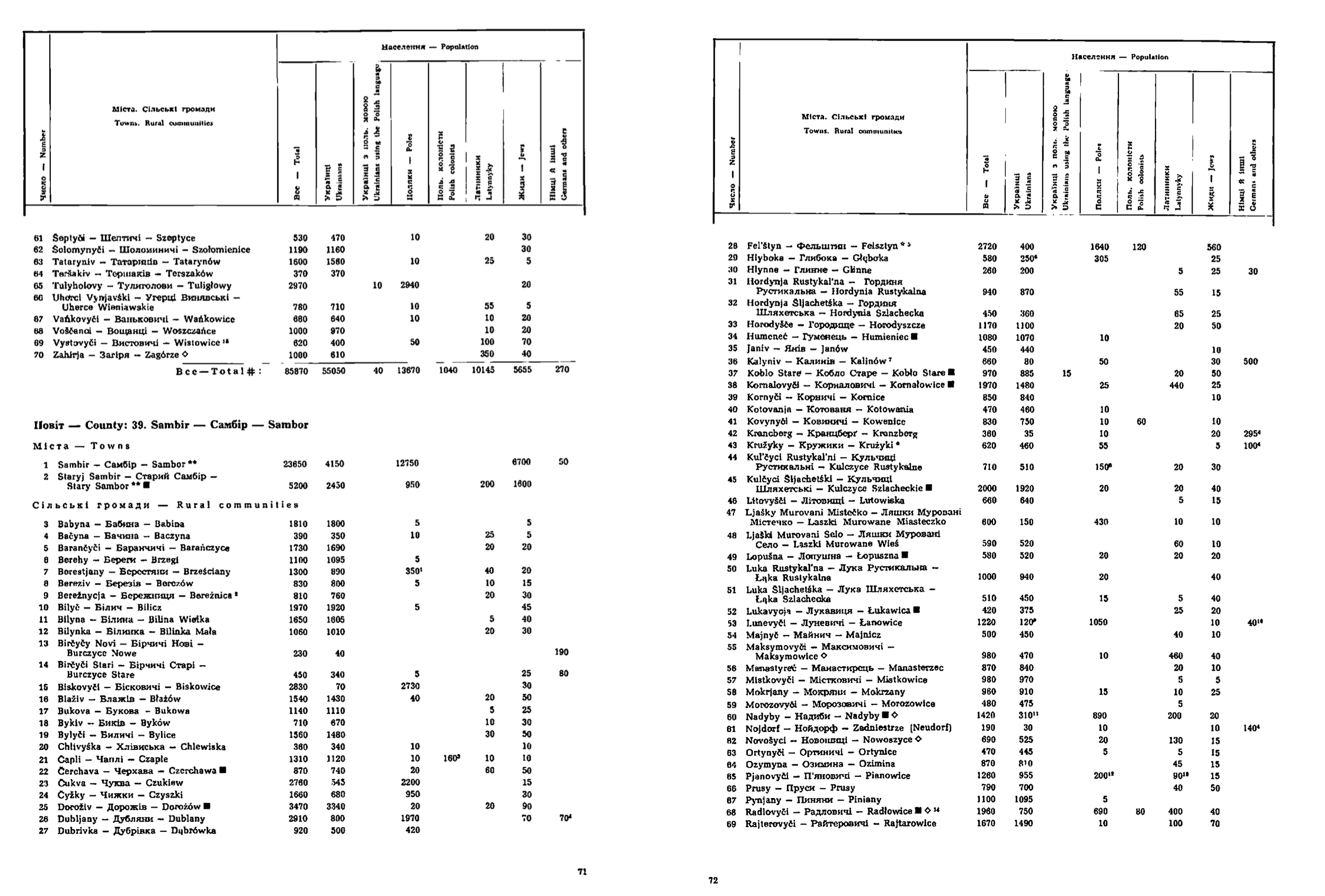
Перепис населення села Погірці 1939
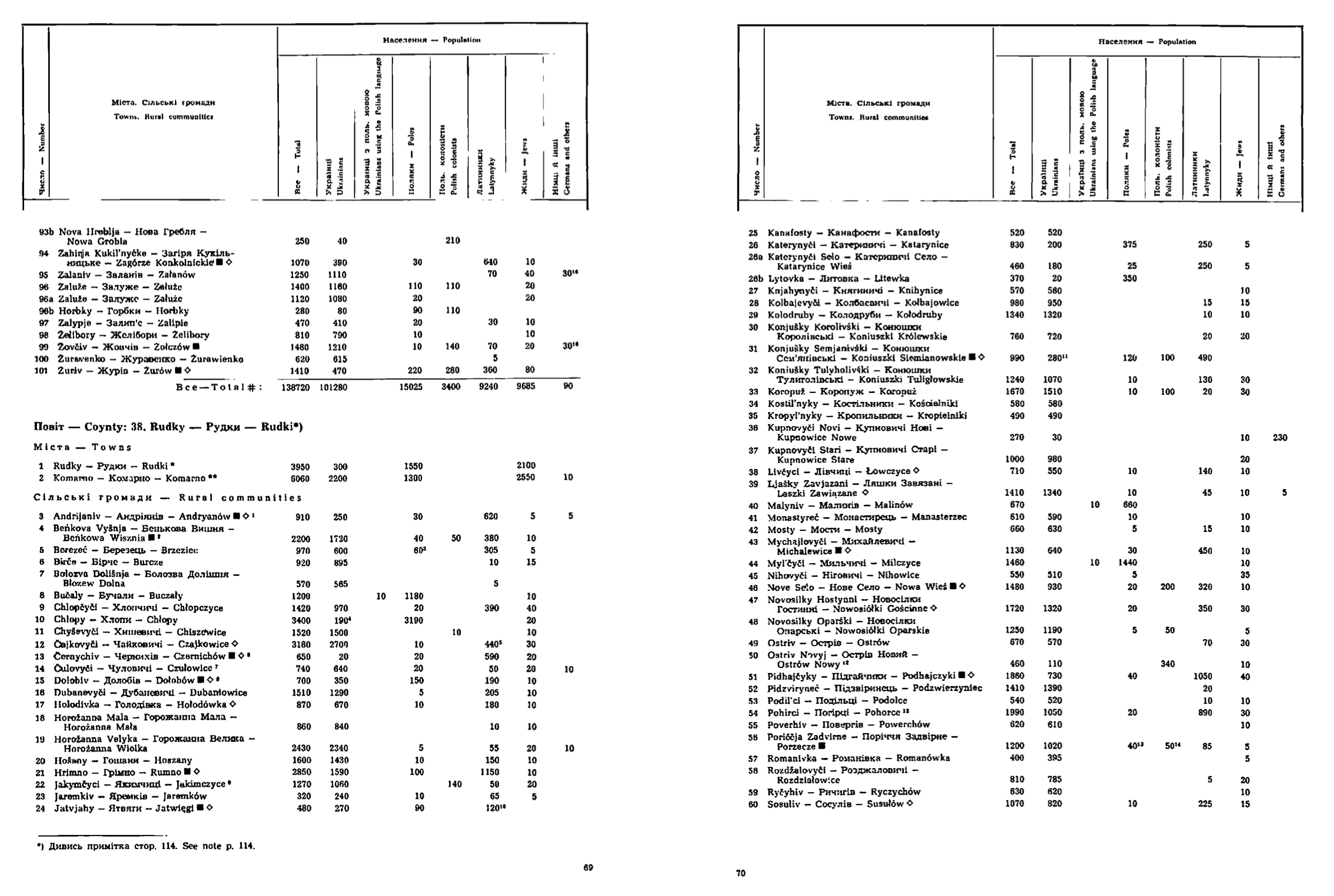
Перепис населення села Погірці 1939

Зі спогадів Стефанії Задорожньої (Лоєвич):  "У вересні 1939 року поляки тікали на конях. Військо було дуже гарне, особливо улани. Дорогою співали. За ними приїхали німці на машинах і мотоциклах. Такі пани. Село запахло парфумами. А потім приїхали більшовики. Вошиві, обдерті. У смердючих сорочках. Усі дівчата в селі поховалися, бо то москалі. А вони кричали: «Дівчата, не втікайте». Потім вони на паркан вішали плахту і пускали німе кіно. Але ніхто не ходив дивитися. У неділю ми вийшли із церкви. Більшовики вже стоять і кажуть нам: «Дівчата, не бійтеся, ходімо до клубу». Невдовзі ми таки пішли туди. Вони до нас: «Пойте, девушки!» Ми затягнули «Ой, у лузі червона калина». Трохи запнулися після слів «Визволяти братів-українців». Бо там далі мало бути «з московських кайдан», але ми замінили на «ворожих кайдан». (спогади Стефанії Задорожньої (Лоєвич) 1924 р.н.)</blockquote>В той час багато людей пересесяли до Польщі, так як були відомості, що скоро буть "москалі".<blockquote>Переселяли людей до Польщі. Польських у нашому селі було 115 нумерів. Майже третина мешканців. Вони ходили до сільради брати довідки про своє майно. Там писали, яку хату лишають (під стріхою, бляхою чи дахівкою), чи була стодола і яка, скільки поля, ланів, худоби, техніки. Довідки підписував голова сільради. Я вкрала його печатку. Набила собі штампів у зошиті. Так помагала людям, дописувала їм більше поля або нові хати."

#### 1939—1941 (Спогади погірчан про арешти і висилку)
1940 року на землю Західної України прийшла Червона Армія, а вже в 1941 році розпочалась радянсько-німецька війна. В селі Погірці, як і у всіх навколишніх селах, була висипана могила з дубовим хрестом на пам’ять Січовим Стрільцям. Відкриття пам’ятника відбулося 27 вересня, в празник Воздвиження Чесного Хреста.  Багато людей села були вислані в Сибір,  Соловки,  Воркоту, Урал,  Іркутську область.

###### Спогади Ганни Гук
"2 грудня 1944 року мене заарештували. Відвезли в Рудківську тюрму,  де я перебувала під слідством 5 неділь. Потім пішки відправили у Самбірську тюрму.  Після 9-місячного перебування в тюрмі мені винесли вирок: засудження на 7 років суворого режиму і три роки позбавлення прав…  З львівського пересильного пункту,  товарним вагоном мене відправили на північ. Я пам’ятаю ці страшні роки тюрми. В п’ятидесятиградусний мороз ми,  заарештовані,  будували залізну дорогу до Воркути. Цілий день довбали замерзлу землю. Було холодно і голодно.  Ще страшнішою була військова команда.  Зранку і увечері нас,  в’язнів,  шикували і робили перевірки.  Декілька годин тримали нас на морозі. Потім колонами йшли ми в їдальню по баланду.  Інколи не встигали з’їсти цю баланду,  бо вже треба було йти на роботу. На роботу ми йшли по шпалах 7-10 кілометрів. Крім того несли зі собою важкі ломи,  джагани. Одяг на нас був полатаний,  було нам дуже холодно. Лице ми не відкривали,  дивилися лише через око,  бо можна було відразу його відморозити. Попереду і ззаду йшли конвоїри.  Вперше я тут побачила північне сяйво,  воно було таке красиве,  що навіть художник не в змозі був би його малювати."

###### Спогади Катерини Ревури
"В 1939р. прийшли на Західну Україну москалі. Багато хто з односельців допомагали УПА. Зв’язок з УПА мав мій чоловік, Ревура Михайло Михайлович, 1905р. народження. Спочатку заарештували чоловіка, а мене – 31.12.1950 року. Мене разом з трьома дітьми забрали на пересильний пункт, який знаходився в м. Бориславі. Нас там тримали три місяці, потім нас погрузили в товарні вагони і повезли в Сибір. Було дуже холодно, не було що їсти, люди від голоду втрачали свідомість. Ми прибули в Байроновський радгосп Тайшенського району Іркутської області. Мою родину i шість сімей поселили в клуб. Жили всі разом. Користувалися лише однією кухнею. Ми не мали теплого одягу, взуття, завжди були голодні. За хлібом були великі черги, але не кожного дня можна було купити хліба. Я пішла на роботу в радгосп працювати дояркою. Місцеві жителі до нас ставилися з неприязню, обзивали «бандерівцями». Згодом діти підросли, почали мені допомагати. Ходили на різні роботи, де працювали і лопатами, і ломом. Кліматичні умови були важкі: холодна страшна зима, великі сніги. Нарешті з тюрми звільнили чоловіка Михайла. Він повернувся з тюрми дуже хворий, він став інвалідом І групи. Прожив з нами декілька років i помер. Похований в селищі Байроновський Тайшенського району Іркутської області. Я повернулася в село."

###### Спогади односельчан про арештованих
"21 жовтня 1947р. була заарештована сімя Лоєвичів. З собою не дали взяти нічого, лише один енкаведист взяв мішок, набрав картоплі, трохи борошна, хліба i пару курей. З цим добром сім’ю привезли в м. Рудки, посадили в товарняки i повезли не знати куди. Їхали цілий місяць, багато людей вмерло по дорозі. Живі їхали разом з трупами, поки їх за пару днів не повикидали з вагонів. Нарешті привезли депортованих на Урал, в ліс. Там вже на привезених чекали намети, а потім почалась тяжка праця на лісорубках. Багато людей повмирало від холоду i голоду. За хлібом треба було стояти в черзі вночі на сорокаградуснім морозі. Не один того хліба вже більше не їв. Після відбуття заслання сім’я в 1956 р. повернулась додому, але тут їх вже ніхто не чекав. Були добрі люди, які й допомогли їм вижити, але й були такі, що виганяли їх знову в Сибір. Довгий час сім’я жила в стайні, поки не повернули їхньої хати. Лоєвич Степанія щаслива, що дочекалась волі і кращого життя для себе i для своїх внуків."

###### Спогади односельчан про отця Володимира-Луку
У 1930-1936 – Отець Боровець Володимир-Лука завідатель с. Погірці, Рудецький деканат.  Заарештований 27 жовтня 1947 року в Сернах (звідки він родом) службами НКВД разом з дружиною Оленою, тещею Йосифою, дочками Танею і Сонею та вивезений у Сибір до м. Алдан Якутської обл.

#### 1941—1944 (Німецька окупація)
В 1941 році розпочалася радянсько-німецька війна. На фронтах Великої Вітчизняної війни проти німецьких загарбників воювало 83 жителі села, 57 з них нагороджено за мужність орденами і медалями, 46 чоловік віддало життя за свободу. На згадку про них в 1978 році в селі побудовано пам’ятник.
З приходом гітлерівців політичне та економічне життя завмирає. Надмірні податки німецької адміністрації, вивіз молоді на роботу до Німеччини та інші протиукраїнські заходи не знайшли підтримки у селян. У навколишніх лісах створюються Кущові відділи самооборони, які підпорядковуються Українській Повстанській Армії, щоб силою зброї боронити українське населення від німецьких окупантів.

#### 1943—1950 (ДіяльністьОУН-УПА)
Перед приходом радянських військ у 1944 році на теренах села вже діє розгалужена сітка українських партизан. Незважаючи на нерівні сили, при всесторонній підтримці місцевих мешканців, боротьба проти комуністичної системи велась близько 10 років. Останні відділи УПА зліквідовано військами НКВД на початку 50-х років. Із мешканців села наразі відомо про наступних діячів УПА: Каніцька Парасковія Миколаївна (1926 р.н.) і Самець Федір Стахович (1929 р.н.). Учасниками цих подій були: Гук Ганна Василівна, Лоєвич Степанія Михайлівна, Ревура Катерина.
Частина жителів села взяла участь в національно-визвольній боротьбі за незалежність України. Відомим націоналістом був житель села Погірці Савицький Павло Павлович 1927 року народження. В школі він захоплювався історію України, читав багато патріотичної літератури. В селі його знали як націоналіста. Коли прийшли більшовики, він, як інші патріоти України, вступив у двобій із червоною чумою.
В 50-х роках для виловлювання бандерівців були створені спеціальні винищувальні загони «ястребки». Такий загін ястребків прибув у село Задністряни і зупинився у хаті Свідрик М. На горищі хати переховувався Савіцький Павло з побратимами. Ястребки в хаті пили і відпочивали. Павло з товаришами ввірвався в хату і скомандував: «Руки вгору». Ястребки підняли руки. Їхній командир, піднімаючи руки, скинув лампу. В хаті стало темно. Ястребки підбігли до своїх автоматів і почали стрільбу. Павло з побратимами почали відстрілюватись, але були прошиті кулями на порозі хати. Так загинув Савіцький Павло Павлович.
Спогади Стефанії Лоєвич про вбивство зв'язкової УПА Ольги Голинської з села Підгайчики:
"Шостого червня 1946 року в сільраду привели дівчину. Ледве йшла, падала. Її дуже штуркали. У нашому будинку була кімната для допитів. Там її катували. Вона сильно кричала. Згодом попросилася в туалет. Я якраз була надворі. А вона каже мені: «Я з Підгаєць, Ольга Голинська!» Напевне, хотіла, щоб хтось передав її родичам звістку про неї. Готувалася до смерті. Набрала в руки піску й кинула в очі конвоїру. Почала тікати. Він її підстрелив. Упала, здригалася. Тоді вийшов інший і її дострелив автоматом. Я зомліла. Мене відвезли до Самбора. Тиждень допитували, чому та дівчина зі мною говорила."

### 1945—1991 (У складіУРСР,СРСР)
Після встановлення Радянської влади було ліквідовано фільварок, панську землю і худобу роздано селянам. У 1940 році створено комсомольську організацію. 83 жителі села воювали з німцями у Червоній армії, близько 20 були в УПА. Партійна організація (створена в 1948 році) об'єднувала 30 членів КПРС, комсомольська (заснована в 1946 році) — 420 членів ВЛКСМ. За великі успіхи в праці 6 людей були нагороджені орденами і медалями СРСР, серед них орденом «Трудової Слави» 3 ступеня — шофер С. П. Васьків.
В Погірцях знаходилась перша бригада колгоспу «Дружба», центральний офіс якого знаходився в Сусолові. За бригадою було закріплено 1800 га сільськогосподарських угідь. Бригада спеціалізувалась на розвитку м'ясо-молочної галузі, а також на виробництві цукрового буряка.
У 1978 році в селі встановлено памятник землякам, загиблим у Другій світовій війні, архітектор В. Литвин. (роботу виконав: Мельничук Станіслав Тимофійович).

### 1991—дотепер (У складі незалежноїУкраїни)
14.10. 2007 року було споруджено меморіал в честь 650-ліття села. 

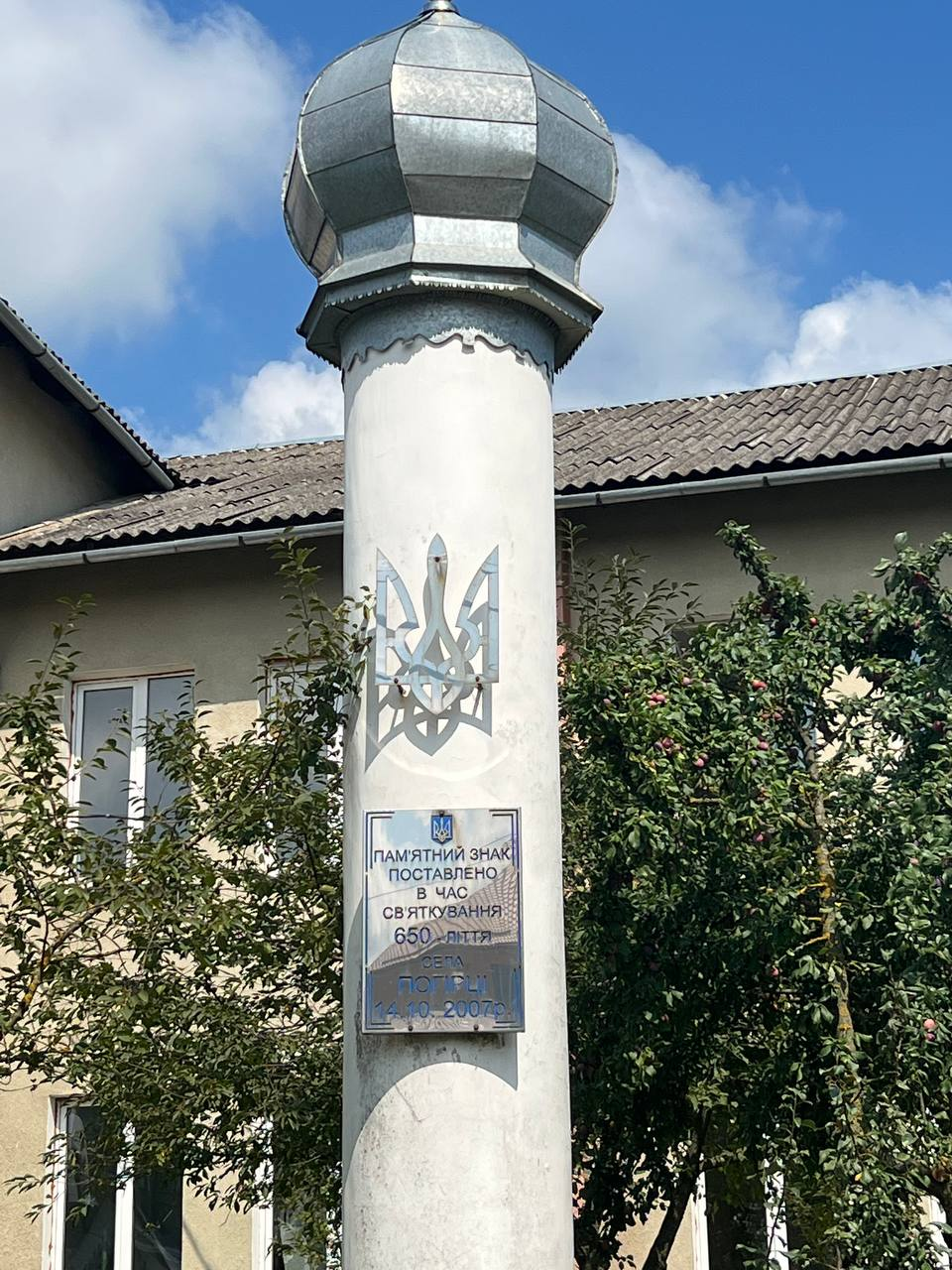
меморіал в честь 650-ліття села 1
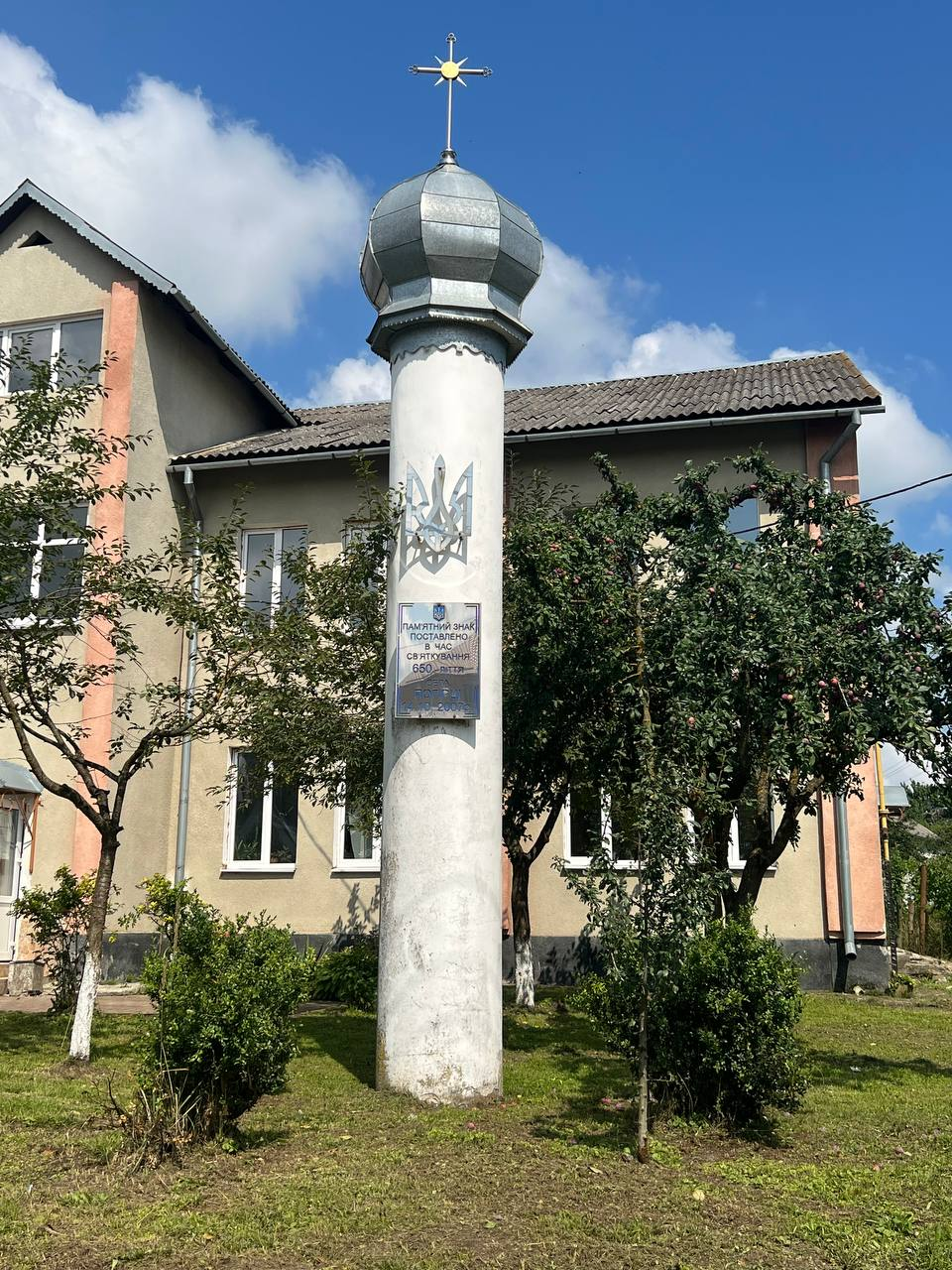
меморіал в честь 650-ліття села 2

З 2015 року в Arboretum i Zakład Fizjografii w Bolestraszycach музеї знаходяться світлини села.
У 2018 році було перше видання книги  "Долаючи тишу. Жіночі історії війни" Марти Гавришко, де однією з героїнь стала Стефанія Задорожна (Лоєвич) жителька села Погірці.
У електронній бібліотеці Стенфордського університету є експонат POHORCE Dwór. Małopolska Marji z hr. Dzieduszyckich hr. Tarnowska  митцем Mieczyslaw Jałowiecki   датований 1949/1961 років.

Погірцівській середній школі— один із найкращих в області краєзнавчих музеїв "Музей Визвольних змагань". Під керівництвом заступника директора школи з виховної роботи Марії Говдерчак вчителі й учні створили літопис села.

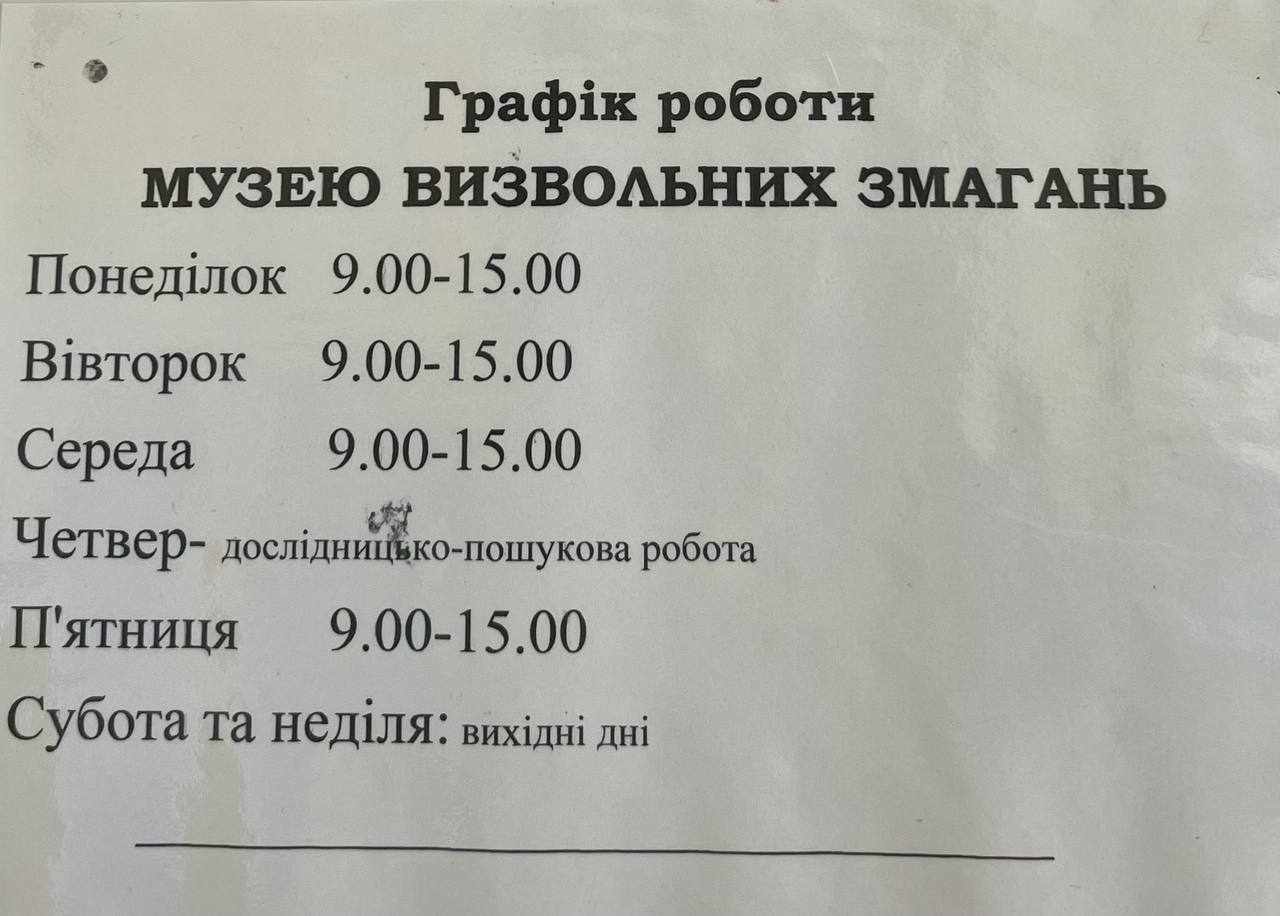
Графік роботи музею
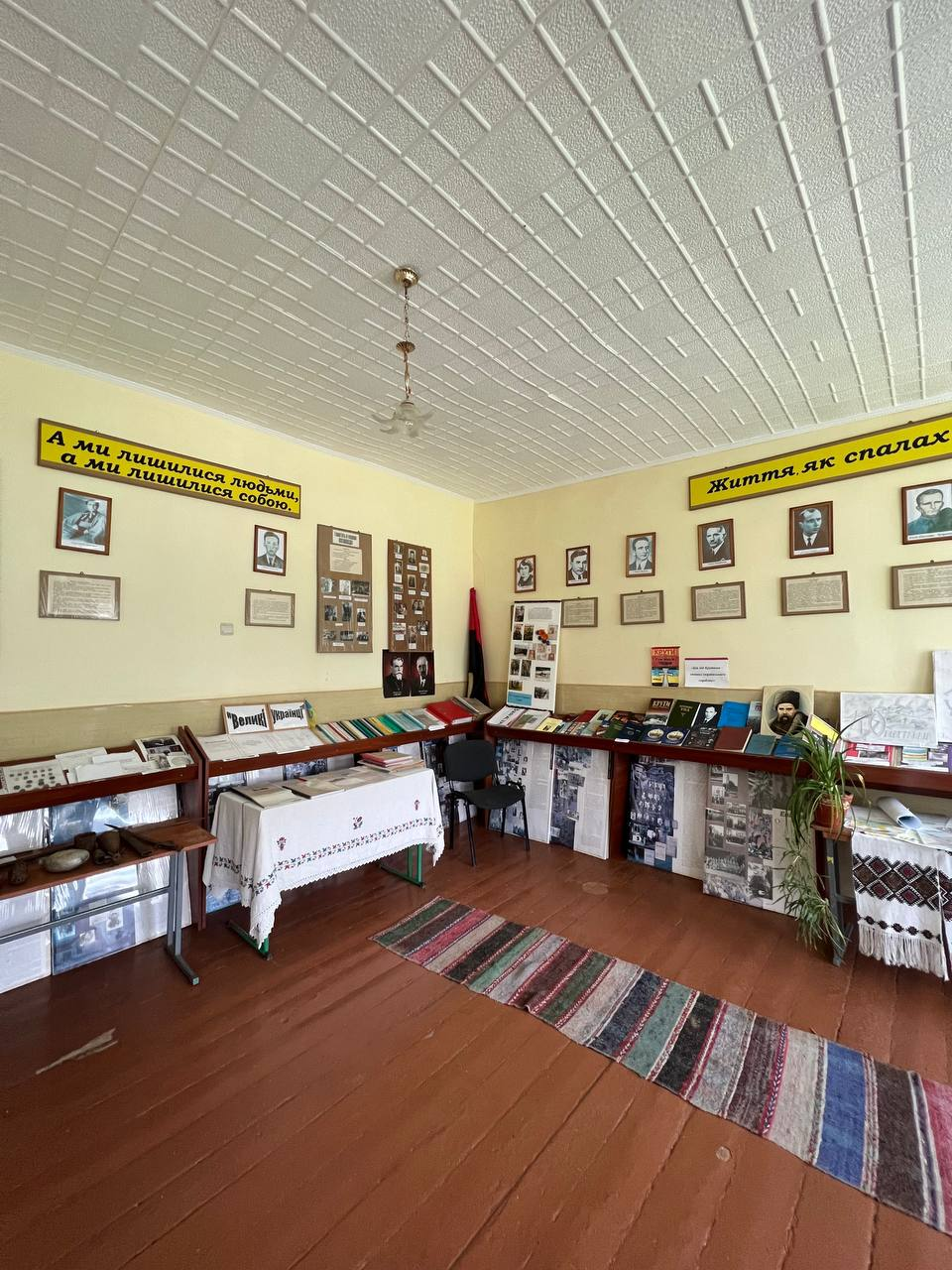
Музей в селі погірці 2
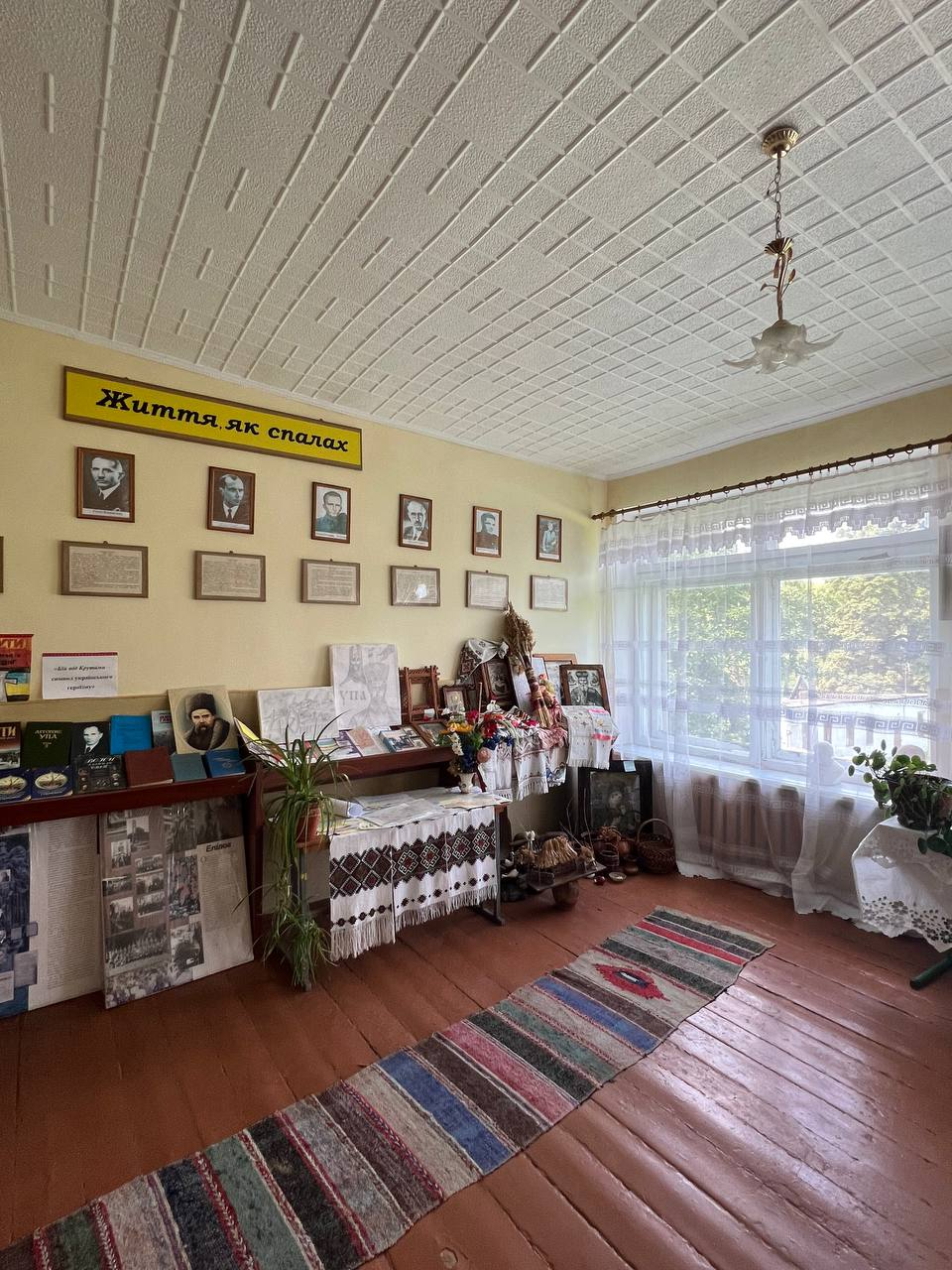
Музей в селі погірці 3
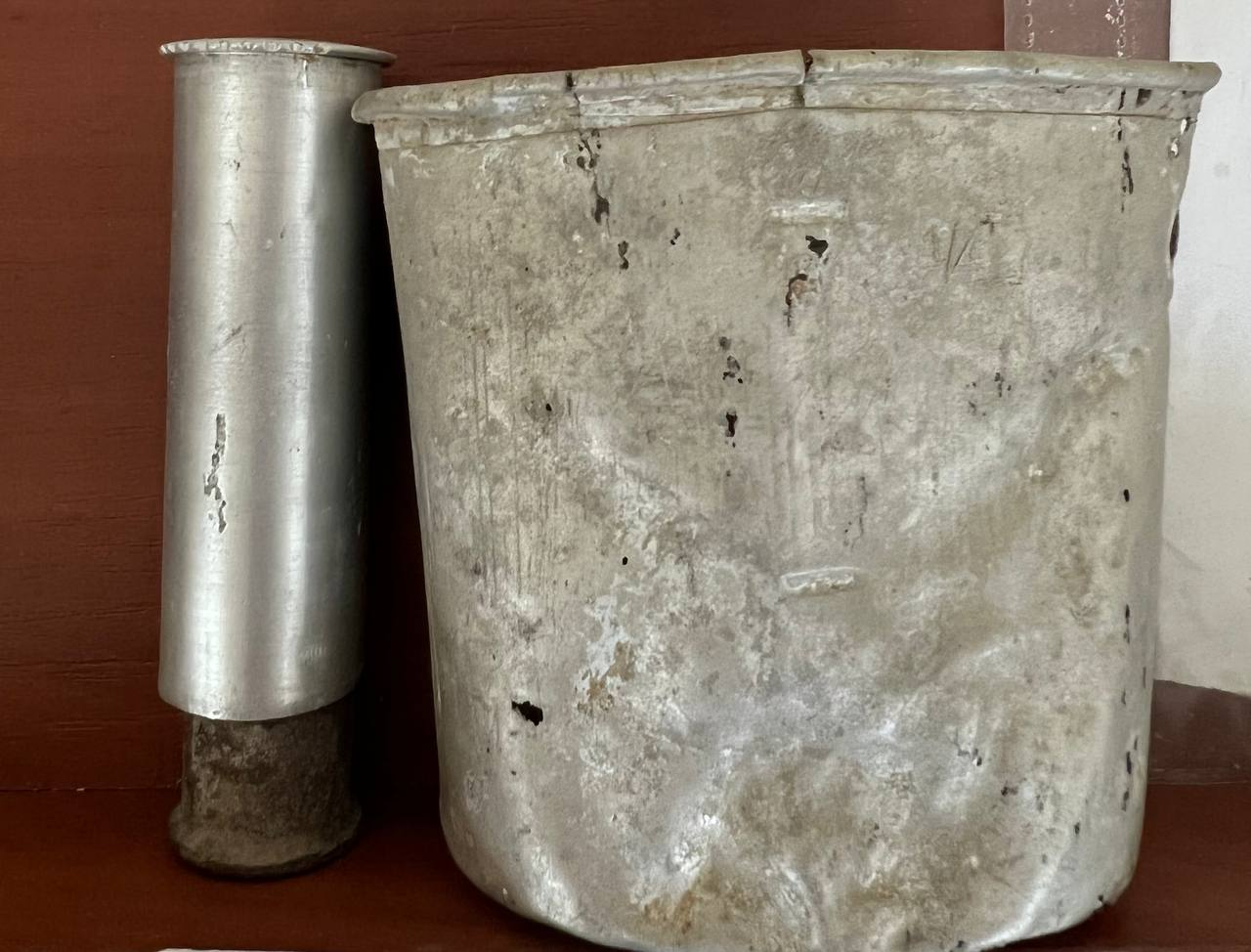
Горнятко від німецької фляги часів першої світової війни

## Освіта

### Садок "Журавлик"
У 2009 році відкрито дошкільний навчальний заклад в селі Погірці на 60 дітей.

### Школа
У селі є Погірцівська середня школа. У школі є 2 поверхи. На території школи є футбольне поле, майданчики для фізичного виховання тощо. Територіально школа розміщена у самому центрі села. Навчання проводиться не на найвищому рівні, оскільки у селі також знаходиться ліцей, до якого учні переходять на 9 −11 клас. 

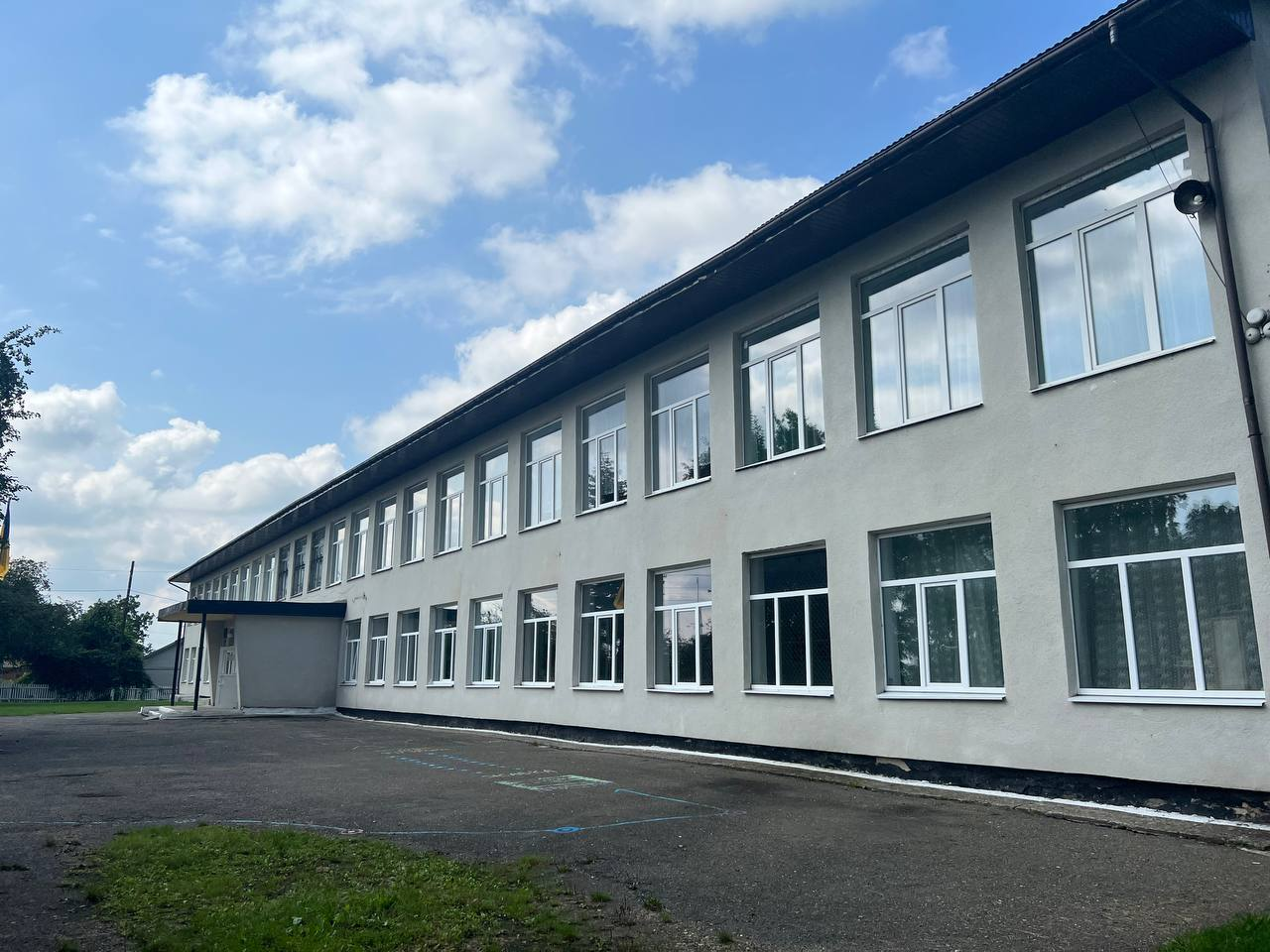
Погірцівська школа 1
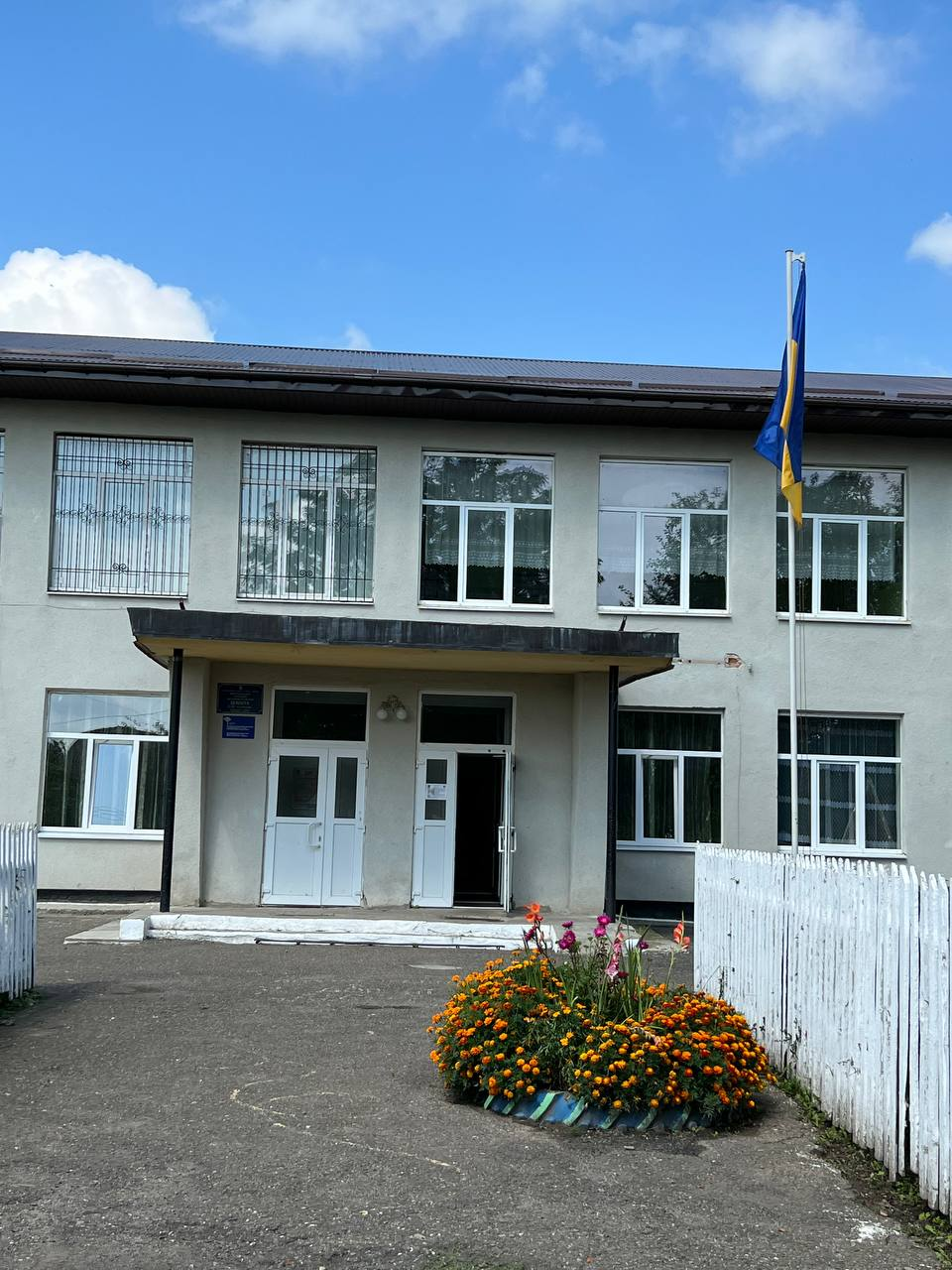
Погірцівська школа 2

### Агротехнічний ліцей
У мальовничому куточку Самбірського району знаходиться Погірцівський професійний агролісотехнічний ліцей, який створено згідно з наказом Міністерства освіти і науки України від 1 березня 2004 року № 163 «Про вдосконалення мережі професійно-технічних навчальних закладів Львівської області» шляхом реорганізації професійно-технічного училища № 76 с. Погірці наказом комітету професійно-технічної освіти Головного управління освіти і науки Львівської обласної державної адміністрації № 62 від 26.03.2004 року «Про реорганізацію професійно-технічного училища № 76 с. Погірці».
Училище засноване  1939 року як школа механізації сільського господарства. 1953 року школа реорганізована в училище механізації сільського господарства, в 1953 році училище механізації сільського господарства № 5, в 1959 році училище механізації сільського господарства № 17, а в 1960 році — в технічне училище № 12 з підготовкою спеціалістів для міністерства меліорації і водного господарства, з 1963 року Погірцівське ЛТУ № 36, з 1969 року Погірцівське СПТУ № 4. З  1972 року в училищі розпочато підготовку кадрів із середньою освітою. З  1974 року Погірцівське ССПТУ № 4, з  1979 року Погірцівське ССПТУ № 38, з 1985 року Погірцівське СПТУ № 76, від 1996 року ПТУ № 76 с. Погірці. У ліцеї студентам платять стипендію тощо. Студенти навчаються в училищі 3 роки.

## Пам'ятки
Відповідно до ресурсу встановлено Історико - генеологічне дерево села Погірці. 

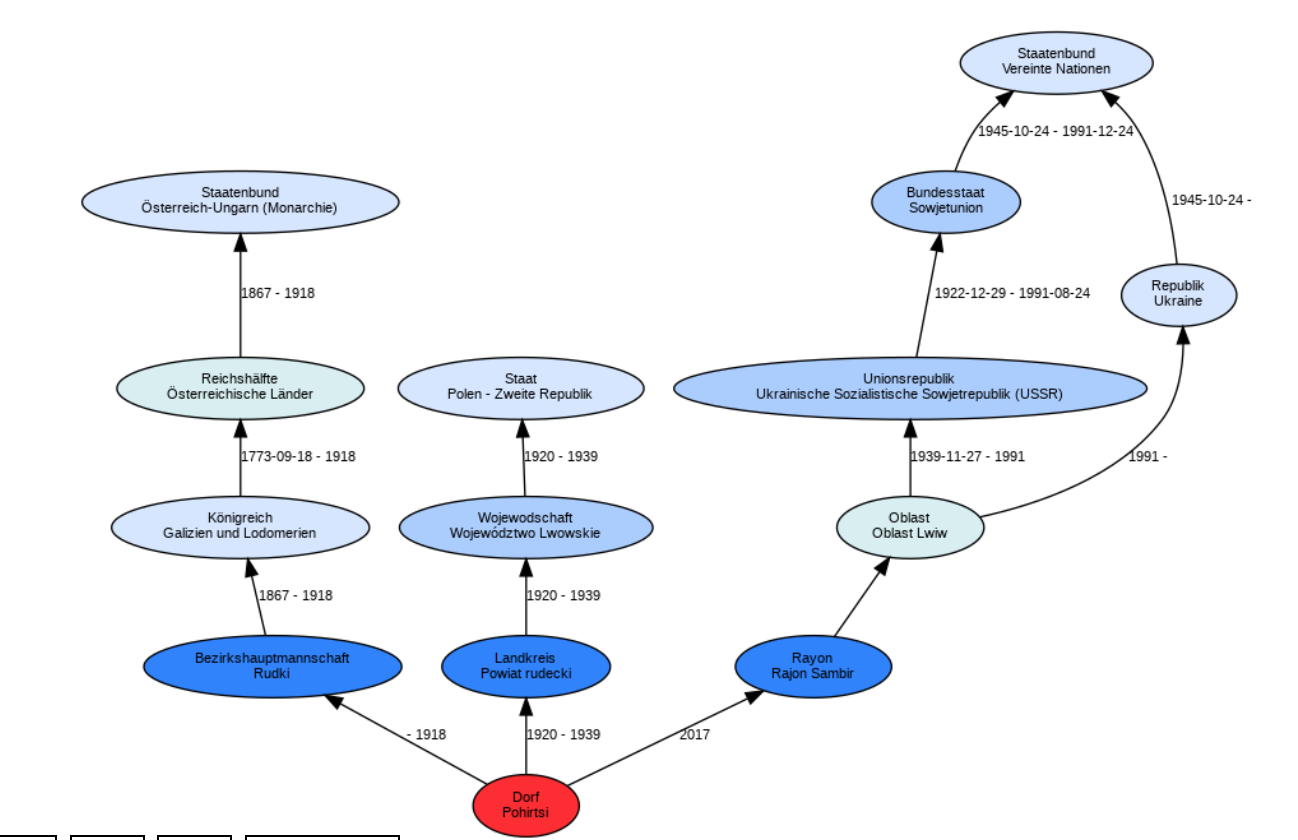
Історико - генеологічне дерево села Погірці в Німецьких ресурсах

## Релігія

### Греко-Католицька церква святого Йосафата
Будівництво храму відбулося 1937 року. Церква знаходиться біля локального цвинтару. Багато парафіян беруть участь у громадських заходах села і Рудківської громади. Також у храмі відбувається запис історії парафії:   - Книга охрещень з 1989  - Книга конфірмації з 1989  - Книга одружених з 1989  - Книга померлих з 1989

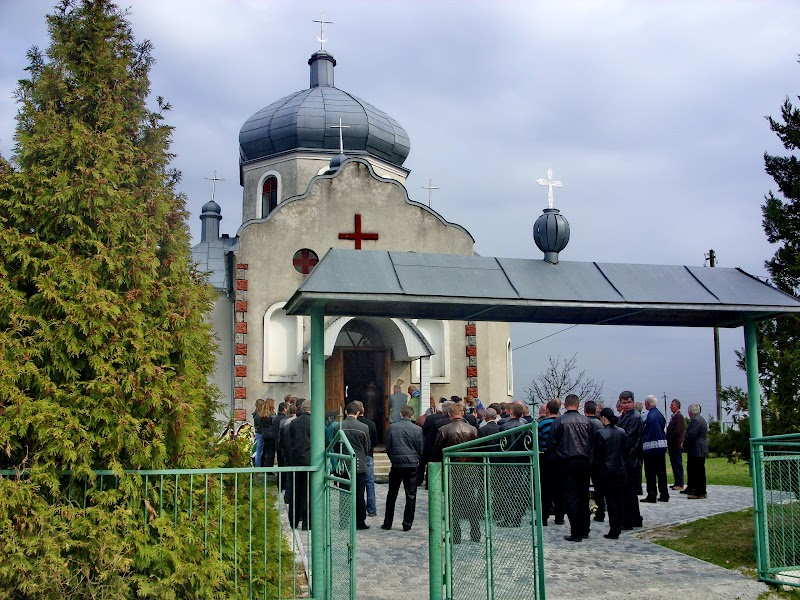
Церква Св.Йосафата в селі Погірці.

### Православна церква Воздвиження Чесного Хреста
В 1759 р. в селі була збудована капличка, на місці якої стоїть сьогоднішня церква. Спочатку церква була дерев’яною. Діючою вона була до 1960р. За радянських часів влада хотіла відкрити тут музей — бібліотеку.

Однак віруючі села не дали цього зробити. В роки національного відродження, 4 грудня 1988р.,  в церкві почали знову відправляти Служби Божі. Парафіяни с.Погірці в 1993р. розпочали будівництво  нової церкви на місці старої. Сьогодні церква є одним з духовних храмів села.

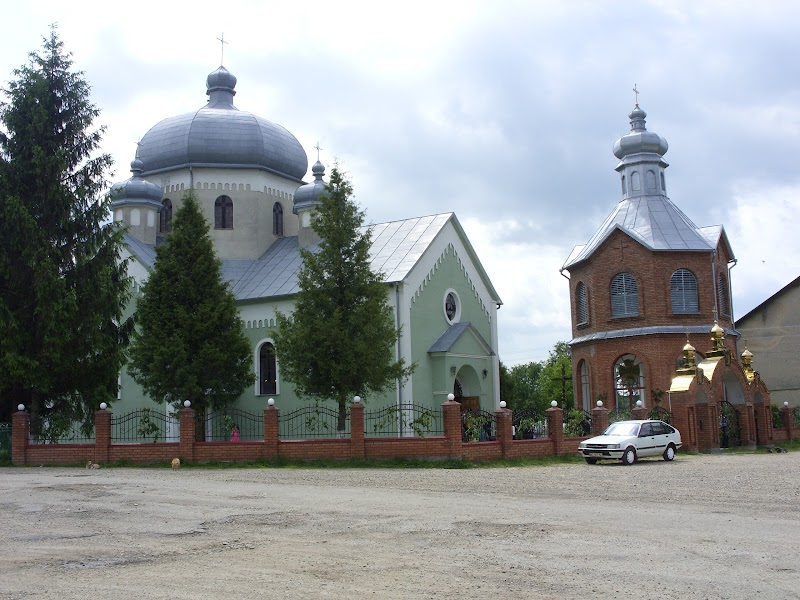
Церква Чесного Хреста в селі Погірці
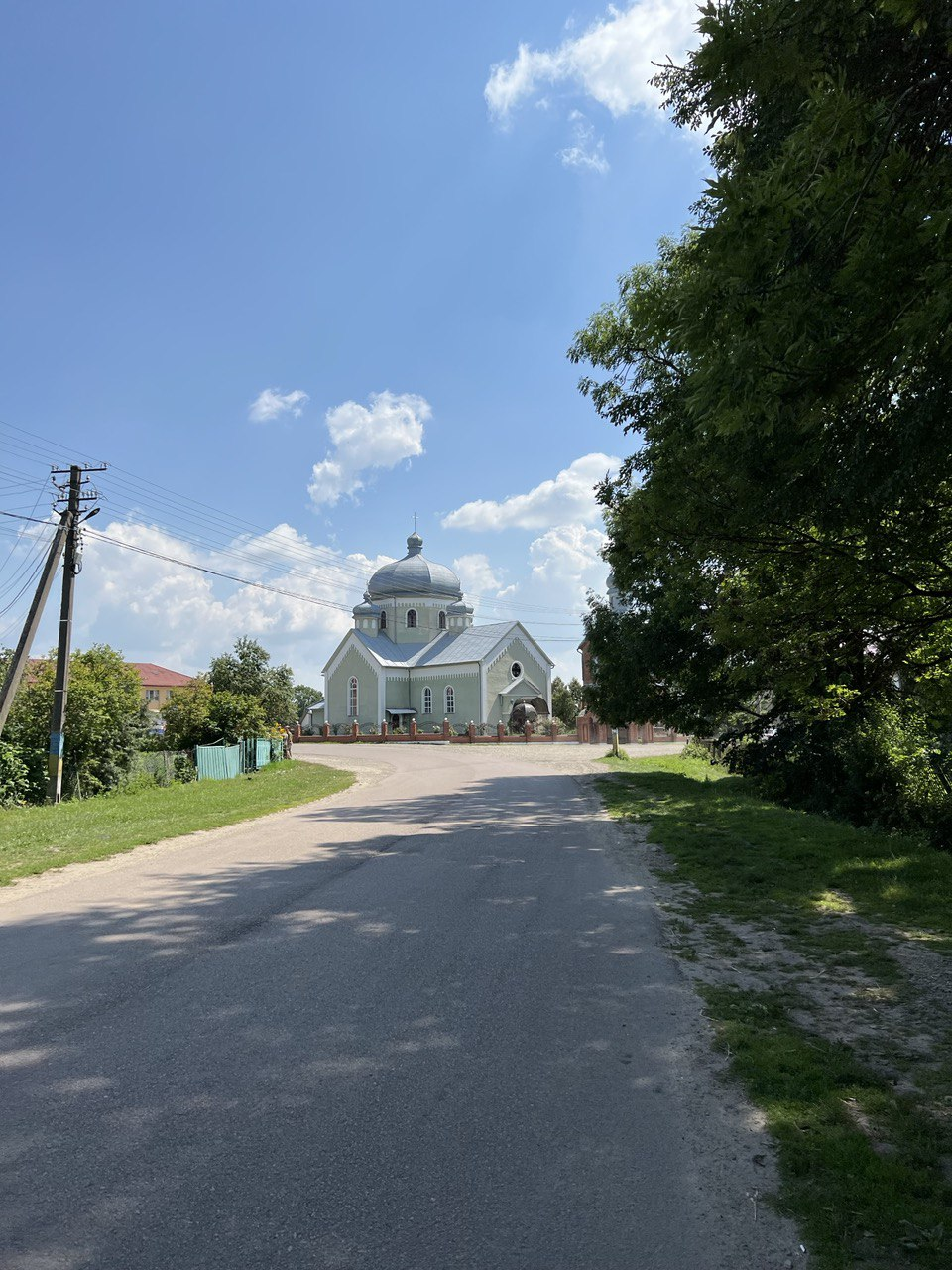
Церква в селі Погірці 2022 рік

### Костел Святої Родини

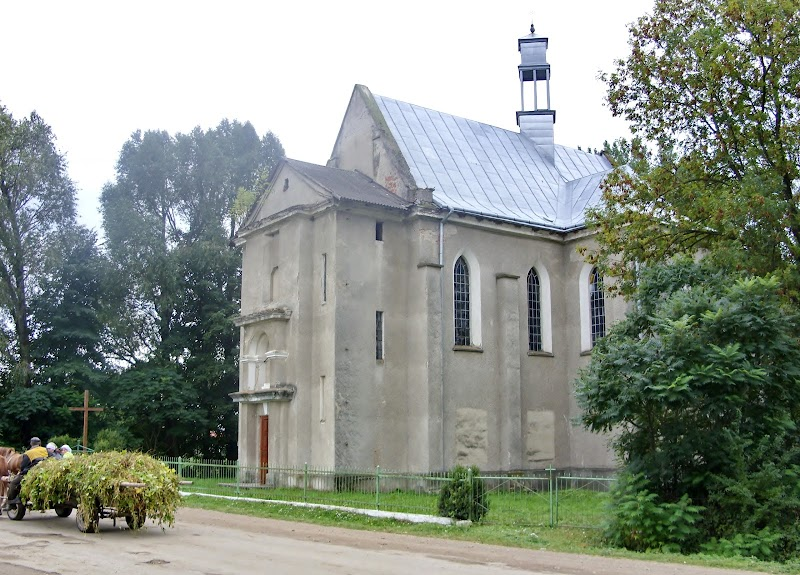
Сучасний мурований костел за проектом Л. Дайчака збудовали у 1935-1937 роках поруч з каплицею, яку потім розібрали. 1937 року цей храм освятили. У  40-х роках ХХ століття костел було закрито (кінозал та технічна майстерня). У 1989-1992 роках спочатку повернули верхню частину святині, а потім - решту. Костел частково відреставрували. Погірці обслуговують дієцезіальні священники з парафії Успіння Пресвятої Діви Марії у Рудках.  У 1896 році у Погірцях постала філіальна мурована каплиця Святої Родини, а 1906 року — парафіяльна експозитура.   Існуючої маленької каплиці, що набула статусу парафіяльної святині, вже було недостатньо для задоволення духовних потреб понад тисячі вірних з Погірців та Чайковичів.   Костел в Погірцях вражає не стільки архітектурною вираженістю, скільки своїми розмірами. Після 2 Світової війни останній парох о. Осикович (Львівська Архідієцезія Латинського Обряду — прим. автора) виїхав до Польщі разом з частиною костельного майна. Через деякий час парафіяльний храм у Погірцях закрили, його будівля використовувалась як кінотеатр, технічна майстерня. На початку 90-х років місцевим римо-католикам повернули спочатку верхню частину святині, а потім повністю, після чого були проведені часткові реконструкція та реставрація костелу.
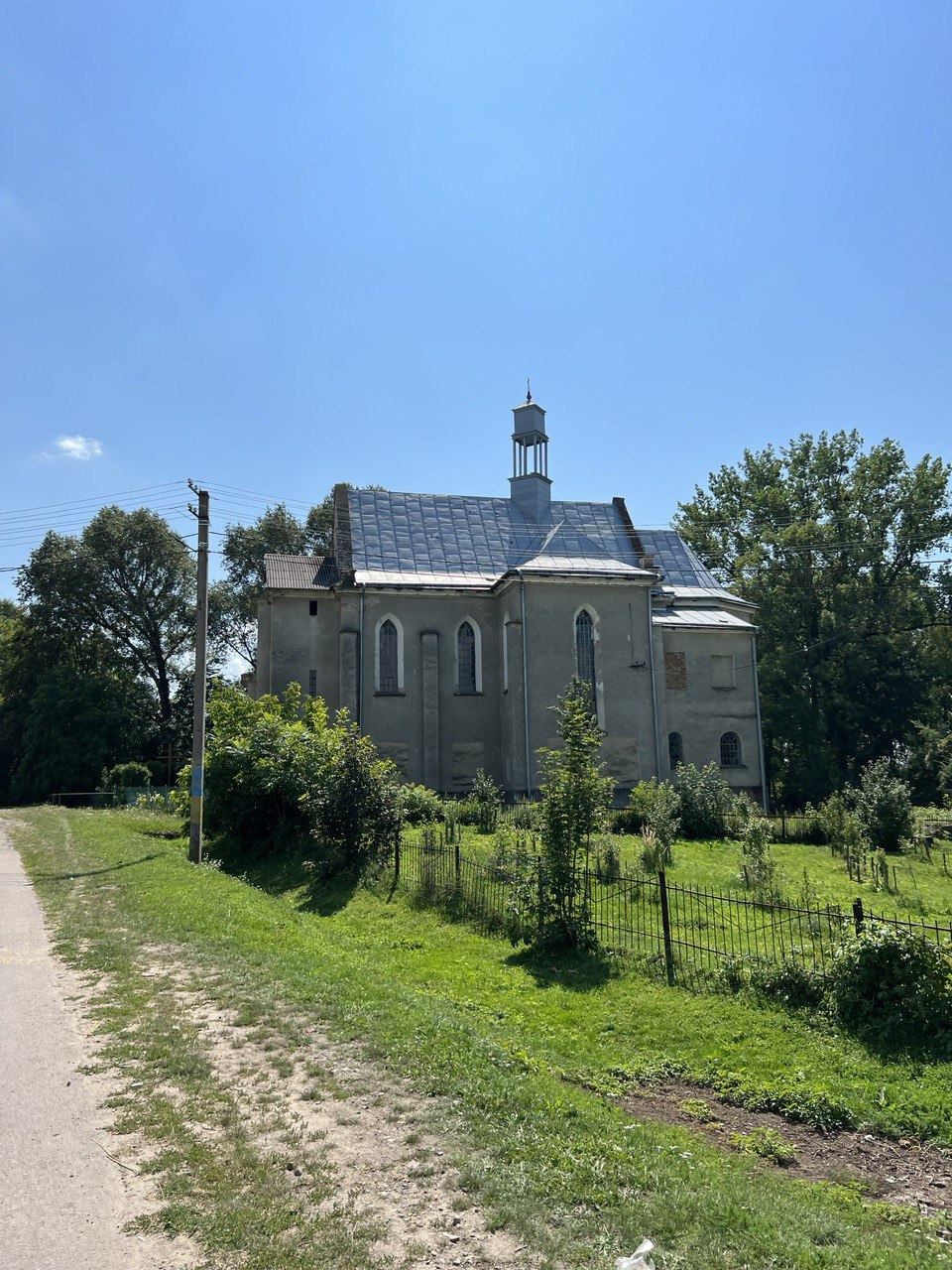
На сході села, біля цвинтаря, поставлена друга фігурка. За переказами старожилів, люди масово вмирали від якоїсь хвороби. Щоб охоронитись від лиха, люди тут поставили хрест. Ходили молитись, хвороба відступила. В селі є цілюща криниця. Викопана вона за селом Погірці, як їхати в сторону с. Задністряни. Ще в давнину на цьому місці з’явилась Матір Божа. На честь цього дива люди викопали криницю. Вода в ній криштально чиста, здорова. Але господиня поля засипала криницю. За це вона була покарана: вона перестала бачити на очі. Потім одному господарю приснилась Матір Божа. Він відновив криницю. Стоїть криниця i сьогодні. Кожен, хто йде чи їде дорогою, обов’язково зупинитися біля криниці, нап’ється води i стає здоровим. При в’їзді в Погірці, біля училища, поставлена капличка. Побудували її в 1990р. Охороняє капличка людей від біди, грому, вогню, граду, блискавки, різних хвороб.[29]  - Костел Святої Родини в селі Погірці
  - Костел Святої родини

## Медицина

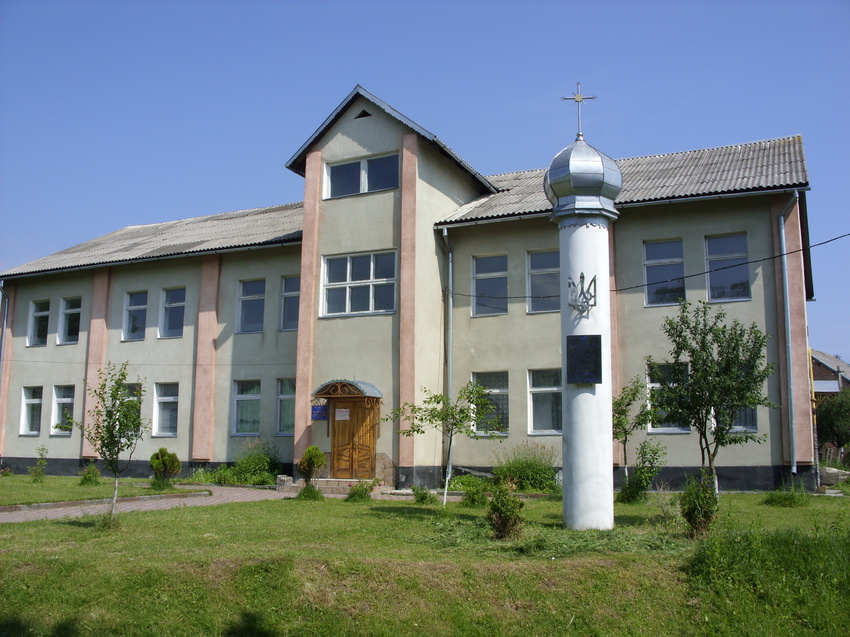
Амбулаторія в селі Погірці

Вигідно вирізняє Погірці серед інших великих сіл Самбірщини сучасна двоповерхова споруда Амбулаторії сімейної медицини. Це приміщення будували з 1987 року: то колгосп, то держава, знову колгосп, знову держава… Завершили довгобуд 2007 року. Чимала заслуга у цьому головного лікаря Ярополка Гнипа, який був, по суті, другим виконробом. Амбулаторія підпала під програму Ющенка «Все для села» і отримала найкращу апаратуру. Амбулаторія разом із чотирма фельдшерсько-акушерськими пунктами в інших чотирьох селах обслуговує майже п'ять тисяч мешканців.
Головний лікар Самбірської центральної лікарні Ярослава Юркевич задоволена роботою Ярополка Михайловича. Особливо за те, що він освоїв спеціальність променевої діагностики і зі своїм портативним апаратом допомагає обстежувати мешканців інших населених пунктів.
Графік прийому лікарів можна глянути тут.

## Розваги
- Ресторан-кафе "Катерина"  Ресторан забезпечить смачним сніданком, обідом і вечерею усіх бажаючих гостей. Зал закладу розрахований на понад 200 персон, має 2 просторих зали і відмінно підходить для проведення урочистих заходів: весіль, фуршетів, бенкетів та корпоративів. У меню представлено безліч популярних страв української національної кухні. Є можливість замовити свіже м'ясо або ціле порося з місцевих ферм. Також часто у ресторані проводять випускні вечори, танці, свята, святкують новий рік, день народження та дівич-вечори. У вільний час можна відвідати лазню.

## Відомі люди
- Іван Чаплич-Шпановський
- Анна Тарновська
- Fabian Morawski
- Lea Hochman
- Stefan Jurczyk
- Насальський Юліан